# 스페인
스페인 왕국(스페인어: Reino de España 레이노 데 에스파냐[*]), 또는 에스파냐(스페인어: España)는 남유럽에 위치하고 있는 국가이다. 스페인의 영토는 이베리아반도에 걸쳐져 있으며, 대서양에 위치한 카나리아 제도와 지중해에 위치한 발레아레스 제도 역시 스페인 영토이다. 스페인은 세우타, 멜리야와 같이 아프리카에 영토를 보유하고 있으며, 이에 따라 스페인은 유럽 국가 중 아프리카 국가와 유일하게 육지상 국경이 있는 나라이다. 알보란해에 있는 플라사스 데 소베라니아 역시 스페인 영토이다. 스페인 본토는 동쪽과 남쪽이 지중해에 접하고 있으며, 유일하게 영국의 지브롤터만이 육지 국경이다. 북쪽의 피레네산맥을 경계로 안도라와 프랑스와 국경을 접하고 있으며, 북쪽 바다는 비스케이만을 접한다. 서쪽으로는 포르투갈과 국경을 접하고 있으며, 서쪽 바다는 대서양이다.
스페인 면적은 505,990 km2 (195,360 mi2)으로 서유럽과 유럽 연합에서 영토가 두 번째로 넓으며, 유럽 국가 전체에서 4번째로 영토가 넓다. 인구는 유럽 전체에서 9번째로 많으며, 유럽 연합에서 4번째로 많다. 마드리드는 스페인 수도이자 가장 큰 도시다. 다른 주요 도시로는 바르셀로나, 발렌시아, 세비야, 빌바오, 말라가 등 있다.
스페인 역사는 35,000년 전 이베리아반도에 호모 사피엔스가 도착하면서 시작되었다. 페니키아, 고대 그리스, 켈트, 카르타고 문화와 이베리아 고유의 문화가 발달하였고, 기원전 200년 로마가 이 지역을 정복하면서 히스파니아라는 이름으로 불리게 되었다. 서로마 제국이 멸망한 이후, 독일 부족이 중앙 유럽으로 유입되었고, 서고트족이 이 지역을 정복하여 서고트 왕국을 세웠다. 이후 동로마 제국이 이베리아반도 남부를 정복해 스파니아라는 관구를 설치했으나 곧 서고트 왕국이 다시 이 지역을 정복했다. 이후 8세기 초, 서고트 왕국은 우마이야 왕조의 무어인들의 공격으로 726년 멸망했고, 이후 이베리아반도의 대부분은 이슬람의 영향권이 되었다. 이후 약 7세기 동안 레콩키스타가 일어나 레온 왕국, 카스티야 왕국, 아라곤 왕국, 나바르 왕국과 같은 크리스트교 국가들이 등장했으며, 1492년 이 국가들의 대부분은 가톨릭 군주라는 이름 하에 스페인으로 통합되었다.
근대 시기에 스페인은 세계 최초의 제국이 되었고, 많은 문화적, 언어적 유산을 남겼다. 오늘날 스페인어 사용자는 약 5억 7,000만 명에 달하며, 스페인어는 중국어 다음으로 가장 많이 사용하는 모국어가 되었다. 스페인 문화의 황금 시기에 디에고 벨라스케스를 비롯한 예술가들이 등장했고, 이 시기에 돈키호테가 출판되었다. 오늘날 스페인은 세계에서 11번째로 많은 세계 문화 유산을 보유한 국가이다.
스페인은 세속 국가이자 민주주의를 도입한 국가로, 펠리페 6세를 국가원수로 하는 입헌군주국이기도 하다. 스페인은 선진국에 속하며 고소득 국가이며 14번째로 경제 규모가 크다. 스페인은 유엔, 유럽 연합, 유럽 평의회, 이베로아메리카 국가 기구, 지중해 연합, 북대서양 조약 기구, 세계무역기구, 아시아 인프라 투자 은행, 유럽 안보 협력 기구, 솅겐 지역을 비롯한 여러 국제 기구의 회원국이다. 또한 G20의 공식적인 회원국은 아니지만, 스페인은 G20 회담에서 영구 초청국의 지위를 확보해 사실상 G20 회원국으로 보기도 한다.

## 국호
스페인 헌법에서는 국명을 에스파냐(España)로 표기하고 있으며 외교 관계 등에서 사용하는 정식 국명은 에스파냐 왕국(스페인어: Reino de España)이다. 현재 대한민국, 일본에서 통용하는 스페인(Spain)은 영어식 국명이다. 자국어 표기 및 원어 발음과 차이가 있어 1980년대 이후 대한민국에서도 "에스파냐"로 표기하였으나 정착하지 못했고, 현재는 대한민국 주재 대사관에서도 "주한 스페인 대사관"으로 호칭하고 있다. 과거에는 한자 음역인 서반아(西班牙)로도 불렸으나 21세기 들어서는 거의 쓰지 않는다.
España라는 국호 이름과 영어 동의어 "Spain"이나 "Spanish"에 관해 논란의 여지가 있다. Hispania라는 단어는 고대 로마 시대에 이베리아반도를 지칭했던 Hesperia에서 유래한 것으로 보며, 이는 시적 용어였다. 고대 그리스인 개념에서 이탈리아는 "서쪽의 땅"이거나 "해가 지는 곳"을 의미했으며, 이를 두고 그리스어로 Hesperia 혹은 Εσπερία로 썼다. 스페인은 그러한 맥락에서 이탈리아보다 더 서쪽이므로 Hesperia ultima로 일컬어졌다.
카르타고인 관념에서 스페인은 Ispanihad으로 불렸으며 "토끼의 땅", "가장자리"를 뜻했다. 이는 지중해 끝에 해당함을 가리킨다. 본디 히스파니아에서 태어난 하드리아누스 통치 기간 중 동전에 새긴 로마제국 영토에서 스페인 위에는 여성 모습과 함께 발 쪽에 토끼가 새겨져 있다.
한편, 바스크어 단어 Ezpanna에서 에스파냐가 유래했다고 보기도 한다. 실제로 그 뜻은 가장자리를 의미하며, 유럽 대륙 남서쪽 가장자리에 있는 스페인의 위치와도 관련 있다.
인문학자 안토니오 데 네브리하(Antonio de Nebrija)는 단어 Hispania가 이베리아로망스어에서 볼 수 있는 단어 Hispalis에서 의미했다고 보기도 하며, 그 뜻은 "서쪽 세상의 도시"이다. 헤수스 루이스 쿤치요스(Jesús Luis Cunchillos)가 2000년에 출판한 Gramática fenicia elemental (기초 페니키아어 문법)에는 단어의 뿌리를 span으로 보았다. 이를 다시 쪼개면 spy, 즉 "쇠를 벼리다", "날이 무뎌진 연장이나 금속 따위를 날카롭게 만들다"에 해당한다. 그러므로 Hispania를 더 작은 단위로 나눠 보면, i-spn-ya가 되며 의미는 "금속 따위를 벼르는 땅(대지)"이 된다.

## 역사
스페인은 유럽에서 가장 오래되고 복잡한 역사를 가지고 있다. 스페인의 로마 시대 옛 이름인 히스파니아는 로마 제국의 일부였는데, 곧 히스파니아는 제국의 가장 중요한 부분으로 성장하였다. 중세 초반에는 게르만족의 지배를 받았고, 그 시기 이후에는 이슬람의 지배를 받았다. 오랜 투쟁과 전쟁 끝에 1492년 기독교도들의 왕국이 다시 이베리아 반도를 차지하였다. 같은 해 크리스토퍼 콜럼버스가 아메리카 대륙에 도착하였으며, 이후 절대 왕정과 식민지 개척을 추진하여 스페인은 가장 강대한 제국으로 떠올랐다. 그러나 이후 전쟁과 내분 끝에 이러한 전성기는 영원하지 못했으며, 스페인은 20세기 초반에서 중반까지는 프란시스코 프랑코 독재 정권 아래에서 유럽에서 가장 가난한 국가로 전락하기도 하였다. 그러나 1975년에 독재 정권이 막을 내린 이후 스페인은 고도의 경제 발전과 사회적 안정을 이루었으며, 1986년에는 유럽 연합에 가입했다.

### 선사 시대의 이베리아반도

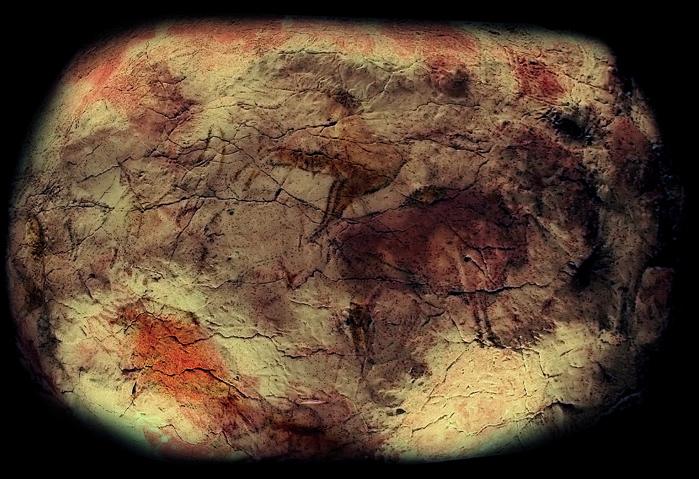
알타미라 동굴 벽화 복제본

약 3만 5천 년 전에 피레네산맥을 넘어 현재의 이베리아반도로 크로마뇽인과 유사한 현대적 인류가 진출하여 거주하기 시작했다. 북부 지방의 알타미라 동굴에는 이러한 선사 시대의 유적 중 가장 유명한 것으로 약 기원전 15,000년 전에 만들어진 것으로 보이는 아름다운 벽화가 남아 있다. 아타푸에르카 지방에서 발견된 새로운 유적에서는 이미 백만 년 전부터 사람이 살았을 것으로 보이는 흔적이 발견되기도 했다.
이 지역에 살았던 고대의 두 민족은 이베리아족과 켈트족이다 이들은 지중해 쪽과 북동쪽에서 남서쪽에 모여 살았으며, 이후에는 대서양 방면에도 거주하기 시작했다. 코임브라 및 브라카와 세고비아에는 켈트족의 고대 도시의 흔적이 남아 있다. 한편 이베리아 족은 그들의 언어를 이베리아반도의 두번째로 긴 강 이름인 에브로에 남겼다. 이베리아 족의 후예 중 한 갈래인 바스크족은 피레네 지방의 서부를 점령했다. 기원전 500년에서 300년 사이에는 페니키아인이 들어와 살았으며, 그리스인도 지중해 연안에 그들의 교역 중심지인 식민 도시를 건설하였다. 그중 현대에도 남아 있는 도시가 엠푸리아 및 마라가, 아리칸테가 있다. 페니키아인이 세운 도시로는 카르테지가 있다. 페니키아인은 그 뒤 로마 제국에게 정복당한다. 로마와 대적하여 유명한 한니발의 아버지인 하밀카르 바르카가 세운 카르타헤나가 현재까지 도시로 남아 있다. 그의 이름은 또한 당시 도시 중 하나인 바르키노에 남았는데, 이 이름에서 바르셀로나가 유래했다고 한다.

### 로마와 게르만 족의 침략

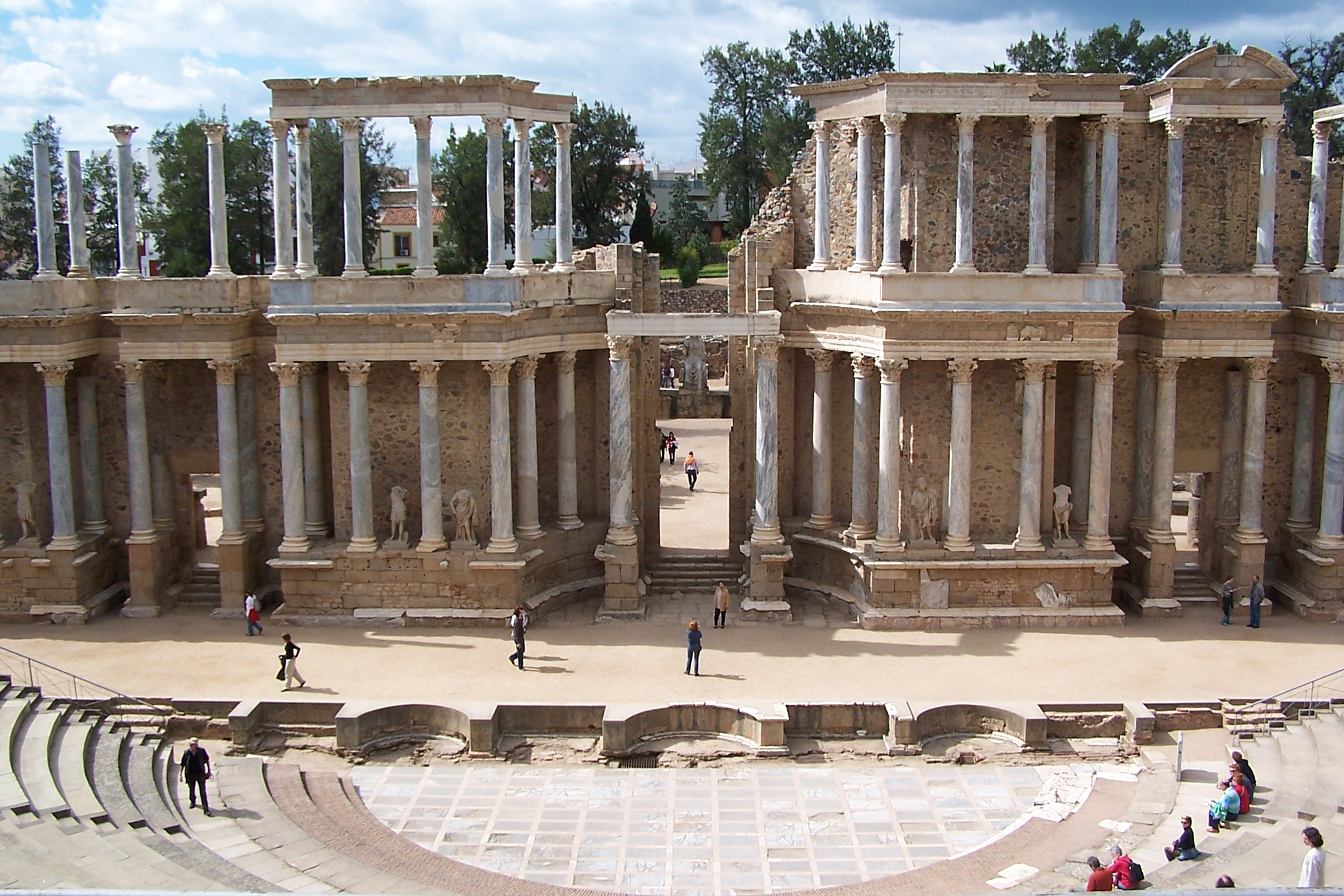
메리다의 로마식 극장

2차 포에니 전쟁 후 로마 제국이 영토를 넓혀가면서 지중해를 따라 국력을 계속 확장하였다. 대략 이 시기는 기원전 210년에서 205년 사이로 추정되는데, 이때부터 이베리아반도는 500년간 로마 제국의 지배를 받았다. 로마인들은 이때부터 스페인을 “히스파니아”(Hispania)로 부르면서 자연스레 법률을 비롯하여 언어, 로마의 도로 등의 제도를 정착시켜 나갔다. 로마의 영향을 받으면서 인구분포도 달라지게 됐으며, 그 지배 계급은 로마 전체에서도 귀족 계급과 유사한 대우를 받게 된다.
로마인은 타라고나나 사라고사, 발렌시아, 레온 등 훌륭한 도시를 많이 건설했다. 곡창 지대이자 지중해를 바로 보고 있어 당시 스페인은 올리브기름이나 양모, 금, 포도주, 석탄를 수입하는 무역 지대로 각광받았다. 관개 시설도 발달되면서 농업 생산물은 로마 전역에 공급되었다.
트라야누스, 테오도시우스 1세 등은 이곳 출신이었다. 기독교는 1세기에 도입됐으며, 2세기가 되면서 대부분의 도시에서 널리 수용됐다. 거의 대부분의 스페인어와 종교, 법률 등은 대부분 이 시기에 비롯하였다.
최초의 게르만 족은 로마 제국이 쇠퇴기에 접어듦에 따라 5세기쯤에 이르러서 들어왔다. 서고트족과 수에비 족, 반달 족 등의 다른 부족은 피레네산맥을 넘어 이베리아반도로 들어왔다. 415년경의 일이었다.
서고트 족이 세운 왕국은 점차 세력을 뻗쳐 이베리아반도 거의 대부분의 영토에 이르렀다. 그들은 유사한 시기에 이주한 수에비 족과 비잔티움 제국이 관리하던 남동부의 영토를 복속시켰다.

### 이슬람 통치기

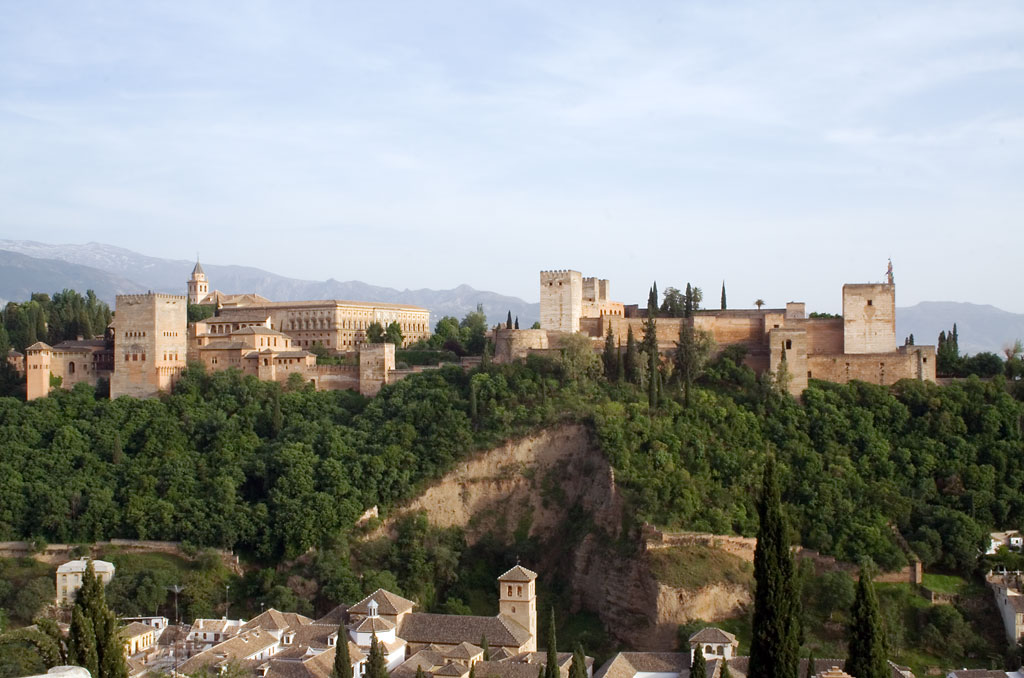
알람브라 궁전

711년 우마이야 왕조의 타리크 이븐 지야드 장군이 이끄는 아랍인과 베르베르인 연합군이 지브롤터 해협을 건너 피레네 이남의 안달루시아(포르투갈, 스페인)를 정복했다. 이때부터 781년 동안 스페인 지역에서 이슬람 왕국이 존재하였다. 751년 호라산 지방에서 봉기한 새로운 이슬람 왕조인 아바스 왕조가 우마이야 왕조를 대체하자 우마이야 가문의 압둘 라흐만 1세가 이베리아반도로 건너가 분열된 이슬람 왕국들을 통일하고 후 우마이야 시대를 열었고, 8대 원수 압둘 라흐만 3세 때 이르러 대외적으로 칼리프국임을 선언하였다.
8세기 초 북아프리카로부터 건너온 무어인(베르베르 무슬림)은 이베리아반도 거의 대부분을 정복했다(711년~718년). 이 정복은 무슬림의 우마이야 제국의 확장 활동의 일환이었다. 아스투리아스와 나바라, 아라곤의 세 개의 작은 북쪽 산간 지방만이 겨우 남아서 독립을 유지하였다.
무슬림 지배 아래에서 기독교인과 유대인은 자신들의 종교를 지킬 자유가 주어졌다. 차츰 이슬람 문화의 영향이 커졌으며 귀족 계급부터 신분의 제한과 모욕으로부터 벗어나기 위해 이슬람으로 개종하는 사람이 점점 많아졌다. 10세기와 11세기에 많은 이들이 개종을 하게 되면서 알안달루스(안달루시아) 주민의 다수가 이슬람을 믿게 되었다.
남부 지방에 있는 안달루시아의 코르도바는 무슬림 스페인의 수도로 중세 유럽에서 가장 크고 부유하며 발달된 도시였다. 지중해 무역과 문화 간 교류가 꽃을 피웠다. 아랍과 북아프리카의 풍부한 지적 유산이 유럽으로 전해져 왔다. 무슬림과 유대인 학자들은 서유럽의 고전 그리스 문화를 되살리고 발전시키는 데에 기여하였으며, 이런 활동을 통해 스페인의 로마화된 문화가 아랍 문화와 유대 문화와 섞여 스페인의 독창적인 문화가 형성되었다. 한편 다른 유럽 지방은 중세의 암흑기로 종교적으로나 문화적, 과학적으로 많이 뒤처져 있었다.
압둘 라흐만 3세의 손자인 히샴 2세 시기에 이르러 여러 작은 도시 국가들로 분열된 안달루시아는 1031년부터 1085년까지 분쟁과 협력을 계속하다가, 북부 기독교 세력의 잦은 침략에 시달리게 되었다. 이 시기에 무슬림들은 북부 기독교 왕국에 파리아스(Parias)라고 불리는 보호비 명분의 조공을 바치게 되었다. 1085년, 북부 국경 지대의 톨레도 왕국이 기독교권에 넘어가자 여러 군소 이슬람 왕국들은 당시 모로코 지방의 강력한 이슬람 왕조였던 모라비드 왕국에게 도움을 요청하였고, 모라비드 왕국은 이를 계기로 안달루시아로 진격해 들어가 이슬람 왕국들을 통합하고 기독교 세력을 재차 몰아내었다. 그 후 모하드 왕국 시대에 이르러 기독교 6왕국 연합군이 라스 나바스 데 톨로사 전투(1212)에서 모하드 왕조군을 결정적으로 패배시켰고 이로 인해 무슬림들은 남쪽의 그라나다를 중심으로 한 안달루시아 남부 지방만을 지배하다가 1492년 최종적으로 후퇴하였다.

### 스페인 통일

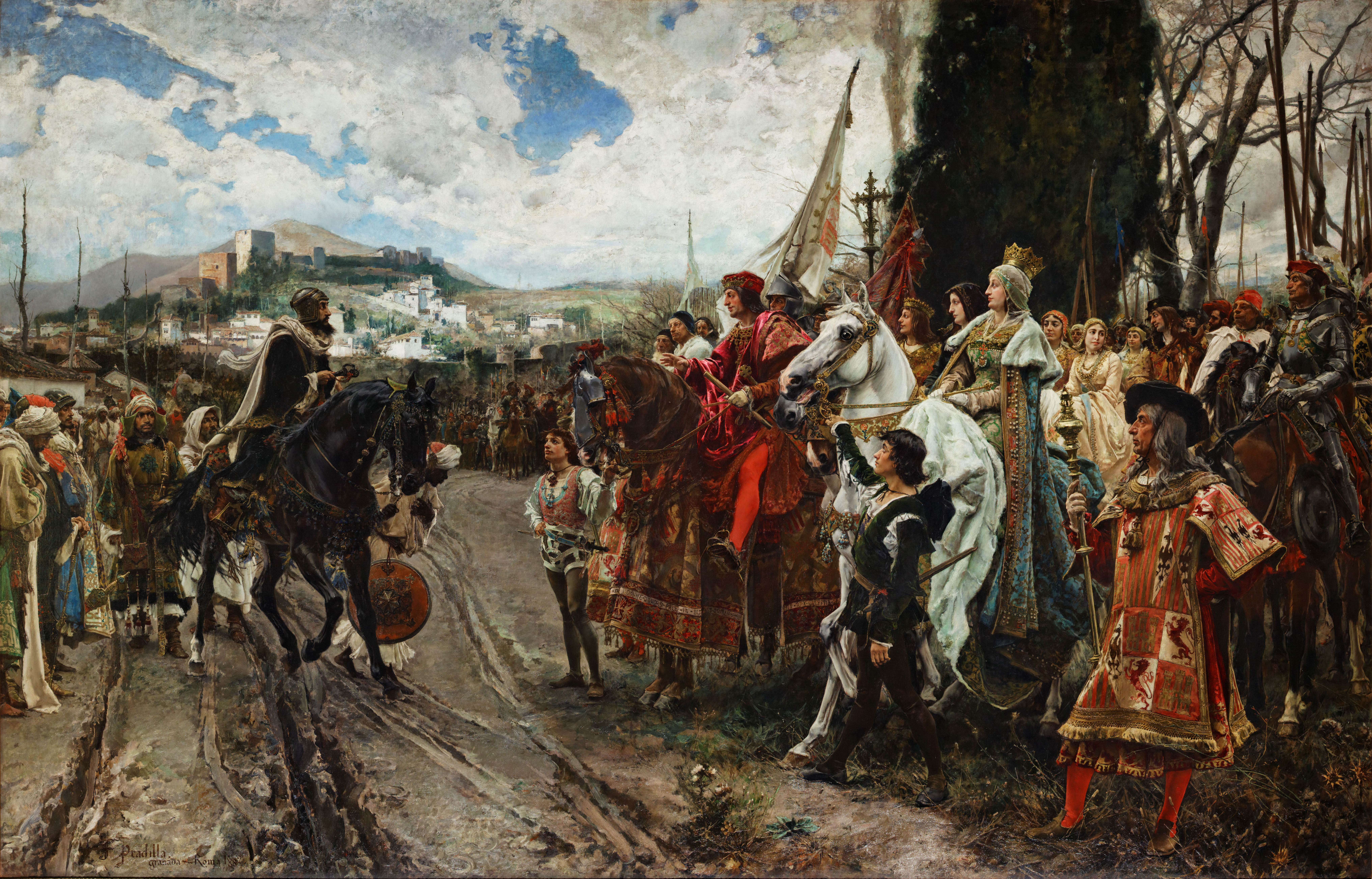
그라나다 정복 (1492년)

12세기에 이르러서는 종교적 관용 정책이 약화되어 종교적 탄압이 있었으며 이로 인해 북쪽의 기독교 세력들은 13세기 초부터 남진하여 세력을 확장하기 시작했다. 이를 레콘키스타(재정복; 국토 회복 운동)라고 한다. 그 시작은 722년의 코바돈가 전투이다. 기독교 군대의 승리는 아스투리아스 왕국을 만들기에 이른다. 이슬람 군대들은 피레네 북쪽으로 옮겨가면서 세력을 확장했지만, 지금의 프랑스 투르 근처에서 전투로 패하면서 도루강(두에로강)과 에브로강과 함께 피레네 산지를 낀 남쪽 지방(현재의 스페인)으로 후퇴하게 된다. 이 전투를 투르 전투 혹은 투르 푸아티에 전투라고 부른다. 이슬람 군대는 당시 유럽을 통틀어 가장 신성한 곳으로 여겨졌던 갈리시아를 수호하는 것이 목표였으나, 기록에 따르면 적어도 739명의 군대가 강제로 쫓겨났다. 나중에 프랑크족 세력이 세력을 확장하면서 그들 세력이 나뉘어 성장하게 된다. 카스티야 왕국을 비롯한 아라곤 왕국, 그라나다 왕국, 나바라 왕국 등 네 개의 왕국이 이들에 해당한다.
한편 8세기부터 스페인을 다스린 무어인의 알 안달루스는 주변의 토후국들과 경쟁하느라 결국에 기독교 세력의 팽창을 도와주는 일을 저지르고 만다. 다만 1085년 톨레도를 점령하면서 북쪽 지역의 절반 정도를 차지하고 계속해서 국토 회복 운동이 남쪽 방향으로 향한다. 종교적으로 이때까지는 극심한 탄압이 이뤄지지 않아서 몇 안 되는 모스크나 이슬람 사원만이 교회로 바뀌었다. 이미 무어인이 스페인 내 경제에서 차지하는 비중이 막대했기 때문에 지금까지도 무어인의 예술과 건축, 음식 등 고유의 문화는 상당히 큰 영향을 끼치고 있다. 막대한 위력을 떨치던 이슬람 세력은 기독교 세력에게 코르도바 지역을 시작으로 1236년 지금의 세비야까지 내주고 만다. 잠시 동안 여러 상황을 겪은 스페인은 유럽 전체를 집어 삼킨 흑사병으로 1348년 무렵에는 극도의 어려움을 겪게 된다.
이슬람 세력을 지원하던 마리니드 왕조는 13~14세기에 다발적으로 무슬림의 규약을 부활시키기 위해 재침공하지만 실패하고 만다. 마리니드 왕조는 13세기 중엽부터 15세기까지 스페인 남부와 지금의 모로코를 통치하였다.

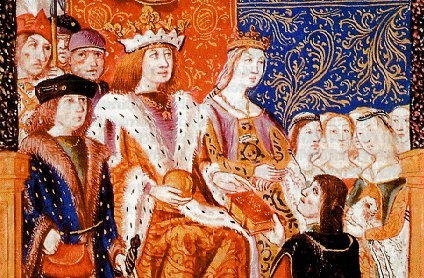
이사벨 1세와 페르난도 2세

1469년 아라곤의 왕위 후계자 페르난도와 카스티야의 왕위 계승 후계자 이사벨의 결혼으로 공동 국왕이 지배하는 왕국이 성립됐다. 두 사람의 공동 왕국 출범 이후, 스페인은 1479년 카나리아 제도를 복속하고 1492년 무슬림의 마지막 보루이던 그라나다를 정복함으로써 781년 간의 스페인 내 무슬림 지배를 종식시키고 통일을 이루었다. 이 시기에 스페인에는 팔렌치아 대학과 살라만카 대학 등이 설립된다. 이들 학교는 유럽 전체를 통틀어 가장 이른 시기에 설립된 대학이다.
1492년은 스페인에게 있어서 여러 의미를 지니는 한해였다. 이교도 세력을 몰아내고 통일을 이루었을뿐만 아니라 콜럼버스가 아메리카 대륙을 발견하기도 하였다. 한편으로는 스페인 내 유대인 박해가 시작된다. 철저한 로마 가톨릭 국가가 되기 위해 종교재판을 통해 이단을 색출한다는 명분 하에 무력으로 저항하는 다른 종교 신자들을 화형에 처하고 개종을 거부하는 이슬람교도와 유대교 신자를 죽였다.
이사벨과 페르난도는 르네상스 시대의 신흥 군주로서 지위를 확립하면서 지역 귀족과 합세하여 왕족의 권위를 세운다. 이런 과정에서 España(에스파냐)라는 단어가 출현하게 된다. 에스파냐라는 단어는 고대에 스페인을 지칭하던 히스파니아(라틴어: Hispania)에서 유래했으며, 아라곤 왕국과 카스티야 왕국 모두를 통칭하기 위해 쓰이기 시작한다. 스페인 전체에 통합과 더불어 안정기가 찾아오면서 종교, 정치, 군사 등 전반에 발전을 거두게 되며 새로운 강대국으로 떠오르게 된다. 훗날 수많은 식민지를 복속한 국력 신장의 계기는 이때 다져진다.

### 스페인의 전성기
왕국의 통합은 스페인 제국의 기초를 다지게 된다. 16세기와 17세기에 걸쳐 세계 최강대국의 지위를 누렸으며 식민지 무역으로 쌓은 부를 누렸다. 그중에서도 스페인 합스부르크 왕조 때에 이르러 최고의 영화를 쌓게 된다. 다만 네덜란드 독립 전쟁과 이탈리아 전쟁, 오스만-합스부르크 전쟁, 영국과 스페인 간 전쟁(1588년~1604년)으로 여러 어려움을 겪기도 했다.
16세기에 카를로스 1세에 의해 시작된 스페인-합스부르크 왕가의 영토는 남아메리카, 중앙아메리카, 멕시코, 오늘날 미국의 남서부 지방, 필리핀, 마리아나 제도, 포르투갈, 이탈리아 남부, 시칠리아, 독일, 오스트리아, 벨기에, 네덜란드, 룩셈부르크 등 광대한 지역을 차지하고 있었다. 스페인 제국은 이때부터 “해가 지지 않는 제국”이라는 별칭을 얻게 돼 “스페인이 움직이면 전 세계가 두려워한다.”라는 말이 있을 정도였다. 바다와 육지를 넘어 바닷길이 열리면서 유럽의 제국주의가 첫 발을 디디게 된 것이다. 금은이나 향신료, 진귀한 농산물을 약탈하면서 스페인 항해자들은 유럽인에게 신세계를 소개하는 역할을 수행하였다. 당대는 분명 스페인의 개화기로서 지금은 스페인의 황금기로 칭송되고 있다. 그러나 식민지인들에게 로마 가톨릭으로 개종을 강제하였으며 식민지 자원 수탈과 흑인 노예무역에 앞장서기도 했다.

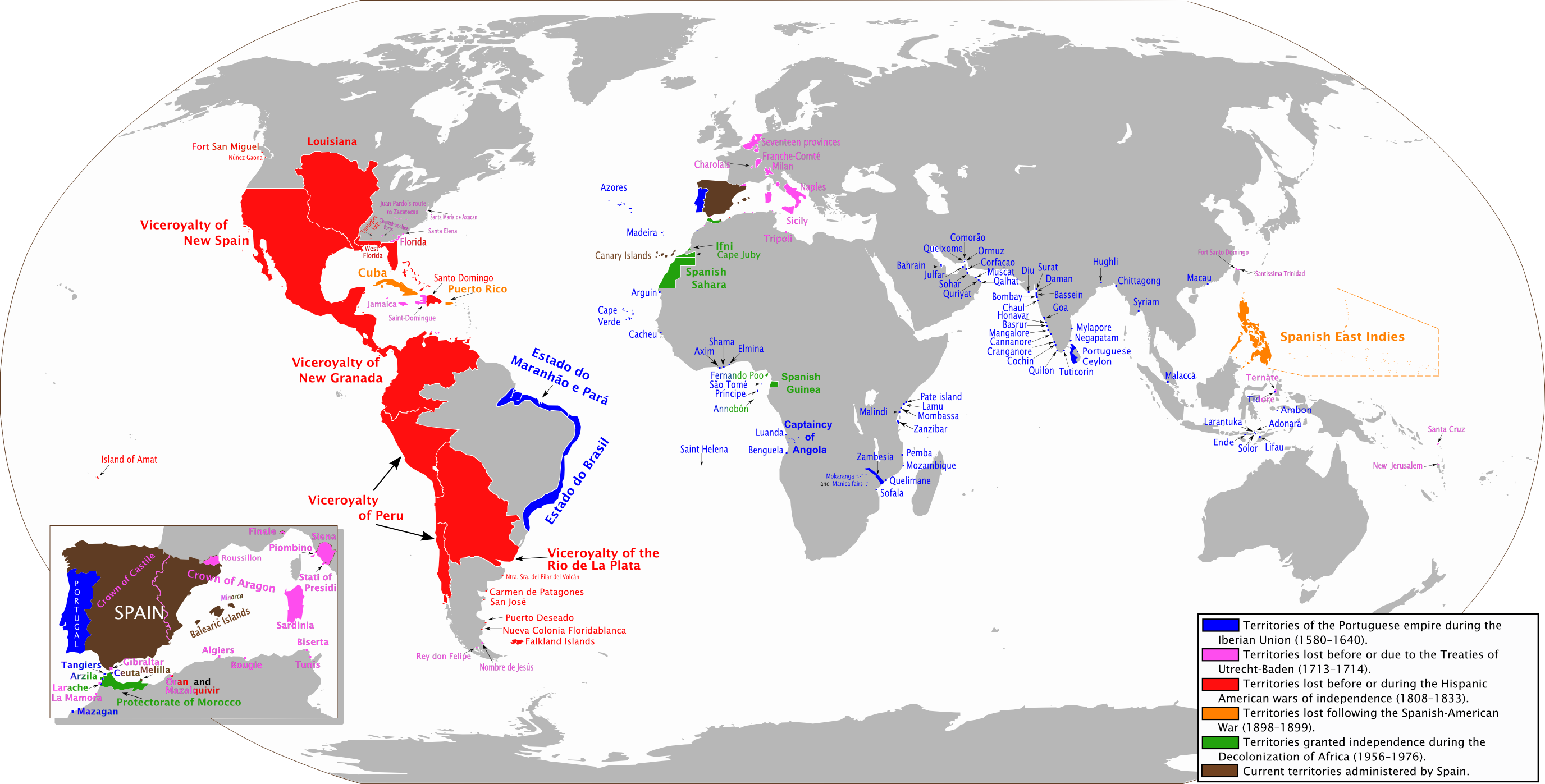
스페인 제국의 변천

한편 스페인은 황금기를 누리면서도 수많은 전쟁에 시달린다. 오스만 제국의 급성장과 더불어 오스만과 손을 잡은 해적들이 지중해 연안 지방에는 약탈을 일삼아 노예 매매와 침략 행위가 끊이지 않게 된다. 이슬람 세력에 의한 약탈도 빈번했으며 유럽의 강대국들은 이탈리아 반도의 주도권을 차지하기 위해서 여러번 전쟁을 치구기도 했다.(이탈리아 대전쟁) 후에는 로마 가톨릭 내 교회 개혁 문제로 스페인 전체가 분열에 휩싸여 스페인은 한동안 종교 문제에 지속적으로 군사 대응을 하기에 이른다.
하지만 수십 년간의 전쟁과 기근 속에 17세기에 접어들면서 여러 문제에 봉착하기 시작했다. 더군다나 스페인의 합스부르크가는 유럽 전역에 퍼져 있던 문제에 개입하며 사태를 악화시켜 국력 약화를 자초했다. 스페인은 가톨릭 국가로서 땅에 떨어진 합스부르크가의 위신을 세우려 노력했다. 신성 로마 제국의 군대와도 함께 연합하여 개신교 세력이 일으킨 변혁을 뒤엎으려 시도하지만, 그러는 와중에 포르투갈이 독립을 쟁취하는 한편 네덜란드도 1648년 완전 독립하기에 이르렀다. 결국에는 유럽 전역에 30년 전쟁이 불어 닥치자 신교를 비밀리에 지원하던 프랑스에 패배하였다. 당시 스페인의 영향력은 유럽 전역에 미치고 있었으므로 유럽 전반의 경제 또한 상당한 침체기를 겪었다. 17세기 후반에 이르러 스페인은 쇠퇴의 길로 접어들었다. 하지만 광대한 해외 영토를 유지하면서 더욱 그 영향력을 넓혀 식민지 통치를 19세기까지 계속하게 된다.
또 한 번의 쇠퇴는 스페인 왕위 계승 전쟁 때 일어났다. 카를로스 2세가 후사없이 사망하여 스페인의 합스부르크 왕조가 단절되자 프랑스와 오스트리아를 중심으로 발생한 왕위 계승 전쟁은 귀족 세력뿐만 아니라 시민전쟁으로 번지기도 한다. 왕위 계승 전쟁 동안 유럽 내 스페인의 영향력은 물론 대륙 내 강대국으로서의 지위도 사실상 잃게 됐다. 영국과 오스트리아에 방대한 영토를 내주면서 해상 강국의 지위를 더 이상 누릴 수 없게 된 것이다.
전쟁의 결과, 프랑스 루이 14세의 손자인 펠리페 5세의 왕위계승이 확정되면서 스페인에 부르봉 왕조가 시작되었다. 18세기에 이르러 스페인은 막대한 영토와 부를 토대로 다시 회복기를 맞는다. 더불어 유럽 내 스페인의 지위도 조금씩 향상되기 시작하였다. 스페인의 재도약의 시작과 함께 부르봉 왕가는 행정 체계 정비에 박차를 가해 견제하는 한편 상당수의 유럽 군주 또한 스페인의 발전에 귀 기울이게 됐다.
1763년에는 프랑스-인디언 전쟁에서 승리하여 캐나다 브리티시컬럼비아주, 미국의 캘리포니아주, 네바다주, 유타주, 빌링스, 캐스퍼, 시애틀, 애리조나주, 미니애폴리스, 덴버, 캔자스시티, 세인트루이스, 배턴루지, 댈러스 등 미시시피강 서부에 있는 모든 땅을 차지하게 되었다.

### 스페인의 쇠퇴

민중봉기 참여자를 총살하는 프랑스군 (1808년 5월 3일)

1793년 스페인은 프랑스 제1공화국과 전쟁을 겪게 됐다. 프랑스의 공격으로 스페인은 지식인 사이에서는 분열이 일어나기 시작한다. 전장에서 패하면서 1795년에 프랑스와 강화 조약을 체결하게 되며 결과적으로는 종속국이 된다. 스페인 왕실 자체가 멸족하지는 않았으므로 이듬해 스페인은 영국과 포르투갈에 전쟁을 선포하게 된다. 그러나 잇따른 전쟁으로 되레 경제 상황이 악화되고 국력만 허비하게 된다.
대륙봉쇄령을 위반한 포르투갈을 응징한다는 명분으로 스페인 영내에 진주한 나폴레옹은 1808년 5월에 스페인 전쟁에 개입하여 왕위를 찬탈하였다. 나폴레옹은 형인 조제프를 새로운 스페인 왕으로 책봉하였다. 원래 스페인의 왕은 나폴레옹의 맹장(猛將)인 조아생 뮈라가 하기로 되어 있었으나 조아생 뮈라에 대한 스페인 군중들의 분노가 극에 달해 있었던 관계로 조아생 뮈라를 나폴리의 왕으로 임명하고 원래 나폴리의 왕이었던 조제프가 스페인의 왕으로 오게 된 것이다. 1808년 5월, 스페인 민중이 봉기하여 프랑스 군대를 물리치기 위한 무장투쟁이 시작되었다.(반도 전쟁)
프랑스 군은 훈련도 제대로 받지 못한 스페인 민병대를 격파하는 한편 참전한 영국군을 몰아내었다. 그러나 스페인 군의 게릴라전과 영국-포르투갈 연합군 전략이 성공하고 나폴레옹의 러시아 원정 실패가 겹치면서 프랑스는 1813년 완전히 스페인에서 철수하였다. 이에 따라 폐위당했던 페르난도 7세가 스페인 국왕으로 복위하였다.

### 남미 식민지 독립
프랑스의 스페인 침공은 1세기가 넘도록 스페인 국내 정치 불안을 야기했다. 또한 이 기간 동안 스페인은 쿠바와 푸에르토리코를 뺀 모든 라틴 아메리카 식민지를 잃게 되면서 이전의 부와 국력을 상당 부분 상실하였다.

### 스페인-미국 전쟁
스페인이 19세기 내내 식민지 지배권을 잃고 경제 위기를 겪는 동안 필리핀과 쿠바에서는 민족주의 운동이 활발해진다. 식민지 내 독립 전쟁은 결국 미국 지역에서도 일어나 미국의 예견치 못한 공격으로 스페인은 패배하고 만다. 당대의 주역이었던 98세대(1898년 세대)는 전쟁을 뼈저린 “재난”("El Desastre")으로 느꼈다. 그에 따라 국가 안팎에 문제를 야기하였고 특별히 알폰소 12세가 쌓아놓은 치적을 송두리째 잃게 된다.

### 혼란한 20세기
1900년대부터 1910년대에 이르러서 스페인은 잠시 평화를 누린다. 서사하라와 모로코, 적도 기니를 식민지로 차지했고 유럽 열강의 아프리카 대륙 침탈에 동참하기도 한다. 그러나 모로코의 리프 공화국(Rep. of Rif)과 전쟁(1920년)을 겪으면서 시민들의 군주제에 대한 의구심만 커졌다. 한편 스페인 군인으로서 모로코의 반란을 진압하는 데 앞장선 미겔 프리모 데 리베라는 쿠데타를 일으켜 독재자로 군림하나 1931년에 스페인 제2공화국이 들어서며 그의 시대는 막을 내린다. 이때부터 공화국 정권은 바스크를 비롯한 카탈루냐, 갈리시아에 자치권을 부여하며 여성의 투표권을 허용한다.

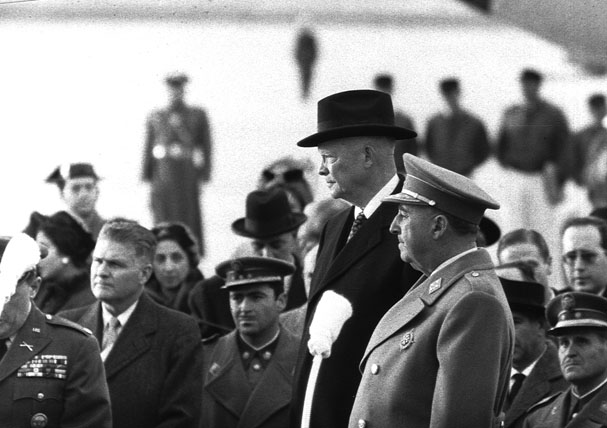
프란시스코 프랑코와 미국 대통령 아이젠하워 - 1959년 마드리드

좌파세력을 견제하기 위해 국민전선/우파연합과 제휴한 프란시스코 프랑코는 모로코에서 정변을 일으켰다. 이로 인해 인민 전선과 국민전선 간의 스페인 내전이 촉발됐다. 3년 뒤 스페인 내전의 시민 세력이 프란시스코 프랑코의 주도로 승리를 얻게 된다. 상당 부분 나치 독일과 파시스트 이탈리아의 지원을 받은 것이었다. 소비에트 연방과 멕시코 등은 스페인 내전에 자국의 이익을 위해 비밀리 지원을 하나, 서방 세계는 영국이 주도하던 내정 무간섭주의(Non-Intervention)에 따라 무대응으로 일관했다. 헤밍웨이와 조지 오웰 등을 비롯한 많은 지식인이 인민 전선을 지원하여 참전했으나 결국 내전에서의 승리로 프란시스코 프랑코가 정권을 잡았다. 민간인 학살 범죄인 게르니카 폭격 사건이 나치 독일 공군에 의해 벌어진 것도 이때였다(1937년). 내전으로 50만 명 이상의 사망자가 발생했으며 오십만 명 정도의 인구가 자신의 모국을 떠나게 됐다. 이들의 후예가 대부분 라틴 아메리카에 거주하고 있으며 아르헨티나에만 30만 명 정도에 이르는 것으로 파악되고 있다. 스페인 내전은 2차 세계대전의 최초 시작이자 유럽의 시민 전쟁으로 간주되기도 한다.
한편 스페인은 제2차 세계 대전에 직접 참가하지는 않지만 프랑코 정권은 은밀히 추축국에 협조하기도 했으며 이러한 행적이 국제 사회로의 진출에 대한 미국 등 서방 국가의 반대를 부른 명분이 되기도 한다.

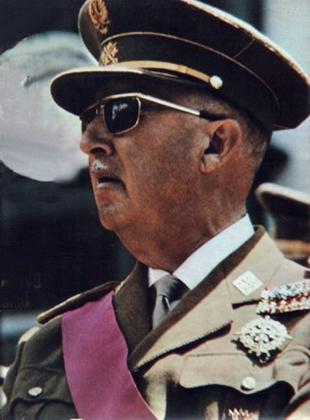
1969년경의 프란시스코 프랑코.

20세기 스페인은 좌파와 우파 간의 대립이 고조되고 있었고 당시 스페인 사회는 청빈을 중요하게 생각하는 로마 가톨릭 교회가 전 국토의 거의 대부분을 차지하는 결함을 보일만큼 부가 지주계층, 군벌, 로마 가톨릭 교회에 편중돼 있었다. 이에 불만을 품은 인민 전선으로 불리는 공산주의 세력이 창궐하였다. 인민전선에서는 교회의 재산을 국유화하려고 하는 등 심각한 빈부의 격차라는 사회문제를 개혁하고자 하였다.
프랑코 독재 정권은 유럽의 마지막 군사 정권으로 불리는데, 집권 후 좌파 탄압, 비밀경찰을 통한 통제 등 독재 정치로 국민들의 자유와 권리를 억압했기 때문이다. 프랑코 군부 독재 정권 아래 합법적으로 인정받은 당은 팔랑헤당(Falange española tradicionalista y de las JONS)뿐이며, 1937년 창립 후 반공주의와 민족주의, 로마 가톨릭에 큰 영향을 미친다. 그러나 프랑코가 민주주의를 탄압하려는 움직임을 지속적으로 내비치자 1949년에는 국민 운동당(Movimiento Nacional)으로 개칭하였다. 2차 대전이 종결되자 스페인은 유엔에 가입하지 못하는 등 정치·경제적으로 고립 상태를 겪기도 했다. 1955년이 돼서야 미국이 공산세력의 남하를 우려해 이베리아반도와 지중해에 군사 주둔을 꾀함에 따라 유엔에 가입하게 된다. 1960년대에 이르러서는 스페인의 기적을 이루며 급진적인 경제 발전이 이뤄졌으며, 특히 관광 분야의 활성화와 더불어 산업 국가로서의 국가 정체성이 정립되는 한편 학력 수준 향상으로 인력 개발이 진척되기도 했다.

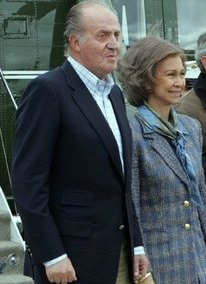
2004년경의 후안 카를로스 1세와 소피아 왕비

1975년 유럽의 마지막 군사독재자 프랑코가 사망한 뒤에 스페인 왕정이 복고되었으며, 현 국왕인 후안 카를로스 1세의 영단으로 스페인에서는 입헌군주제에 기반한 민주주의가 시작됐다. 1979년 스페인 국민들은 처음으로 보통 선거에 참여하였는데, 《스페인사》(청아)에 수록된 사진에 의하면 당시 스페인 국민들은 자신들의 손으로 주권을 행사하기 위해 투표소에서 길게 줄을 설 만큼 보통선거 참여에 관심이 많았다. 또한 프랑코 정권 때 수감됐던 양심수들이 석방되었다. 또한 언론의 자유·결사·정치의 자유가 허용되었고, 1978년 스페인 헌법이 선포되면서 각 지방을 이루는 지방 정부가 출범한다. 그러나 일부 지방에서는 독립을 바라는 목소리가 커지면서 급진적인 양상으로 번지기도 한다. 대표적인 예가 바스크의 경우이다.
1981년 2월 23일 군사 쿠데타가 날 조짐이 나타나기도 하나 대다수의 군부 세력은 왕실에 충성을 다짐한다. 사실 쿠데타 조짐을 억누르기 위해 카를로스 1세는 국영 방송을 통해 월권을 행사하기도 했다. 쿠데타 세력의 촉발로 국회가 군부에 점령되기도 했으며, 긴급 내각이 설립돼 국내 정치 양상에 격변기를 맞기도 했다.
새로운 법률에 따라 실시된 선거로 1982년 스페인 사회노동당은 내전 이후 기구 자체가 거의 운용되지 못하다 43년 만에 다시 생겨나면서 정권을 잡기도 했다. 한편 스페인은 1986년 유럽 연합의 전신인 유럽 공동체에 가입한다. 14년이나 스페인의 정권을 독점하던 좌파계열의 사회노동당은 개혁을 요구받으며 결국 1996년 우파에 참패하고 정권이 교체되었다.
스페인 정부는 오랜 기간에 걸쳐 “바스크 조국과 자유”(ETA, “Euskadi Ta Askatasuna”)에 반대하는 캠페인을 벌여왔다. 1959년 결성됐으며 그들은 스스로를 게릴라 집단으로 규정하고 있지만, 유럽 연합과 미국은 ETA를 테러 집단으로 규정하고 있다. 유럽연합과 미국의 주장은 '지금껏 테러 집단의 공격으로 40년간 800명이 넘은 사람들이 죽었으며, 바스크 자치 정부는 자유 민족 바스크의 도를 넘은 폭력에 대해 특별한 발언을 하지 않고 있다.'라는 것이다.

### 21세기
2002년 1월 1일 스페인 페세타가 유로화로 대체되면서 15개국과 함께 유로존으로 편입, 새로운 변혁기를 맞게 된다. 유로존으로의 편입은 스페인에 새로운 경제 성장을 가능케 했다. 도입 후 스페인의 경제 성장률은 유럽 연합 평균을 웃돌았지만 지나치게 늘어난 국부 팽창이 미칠 악영향과 최근 대외 적자가 늘고 있어 우려의 목소리가 높아지고 있다.
2004년 3월 11일 2004년 마드리드 동시 다발 테러 사건이 일어나 아침 시간에 출근하던 사람들이 희생됐으며 ETA가 저지른 것으로 추정하기도 했다. 2004년 3월 13일 토요일 정오, 중도 우파인 스페인 국민당(Partido Popular)의 대변인이었던 Eduardo Zaplana는 검찰 수사가 ETA에 집중되어 있다고 발표한다. 이는 스페인 총선거 하루 전날 일이었다. PRISA 그룹에 속한 la SER 에선 정부 대변인 발언을 부인하며 검찰 당국이 이슬람 세력을 수사 중이라고 발언, 총선거 하루 전날 시민들은 SMS와 전화 등을 통해 오후 6시 국민당 본부 앞에 모여 "사실을 원한다.", "거짓말쟁이들", "선거 전에 우린 사실을 알고 싶다.", "Aznar(당시 국민당의 스페인 총리) 너는 알고 있다!" 등의 슬로건을 내달고 시위가 이루어진다. 결국 다음 날 총선거에서 중도좌파인 스페인 사회노동당이 승리하게 된다. 이 총선거에 2500만명이라는 역사상 가장 많은 국민이 선거에 참여했으며 국민당과 사회노동당, 두 정당에 표가 가장 많이 집중된 선거(82%)로 기록되었다.
2009년 11월 부로 스페인 정부는 양성 평등 비율이 거의 평균으로 동등하게 유지되고 있음을 공표했다. 18명의 정부 각료 중 9명은 여성이며 현재 호세 로드리게스 총리 하의 내각에서 스페인은 양성 평등에 관해서만큼은 상당히 안정된 평가를 받고 있으며 "스칸디나비아 지역 이외의 유럽 국가에서는 성평등 문제를 의식적으로 정부 내 문제로 각인하고 있는 정부가 스페인 이외에 없는 것으로 보인다"는 평가를 받았다. 2007년 입법 절차를 거쳐 성별에 관련한 정치, 경제에 대한 평등 문제를 용인하기 위한 절차에 돌입했다.(Gender Equality Act). 현재 입법부에서 350명 의석 중 128명은 여성으로 36.3%이다. 현재 하원의 경우 여성 의원이 더 많은 13번째 국가가 됐으며 상원의 경우에는 263석 중 79명이 여성으로 30%에 머물고 있다.

## 지리

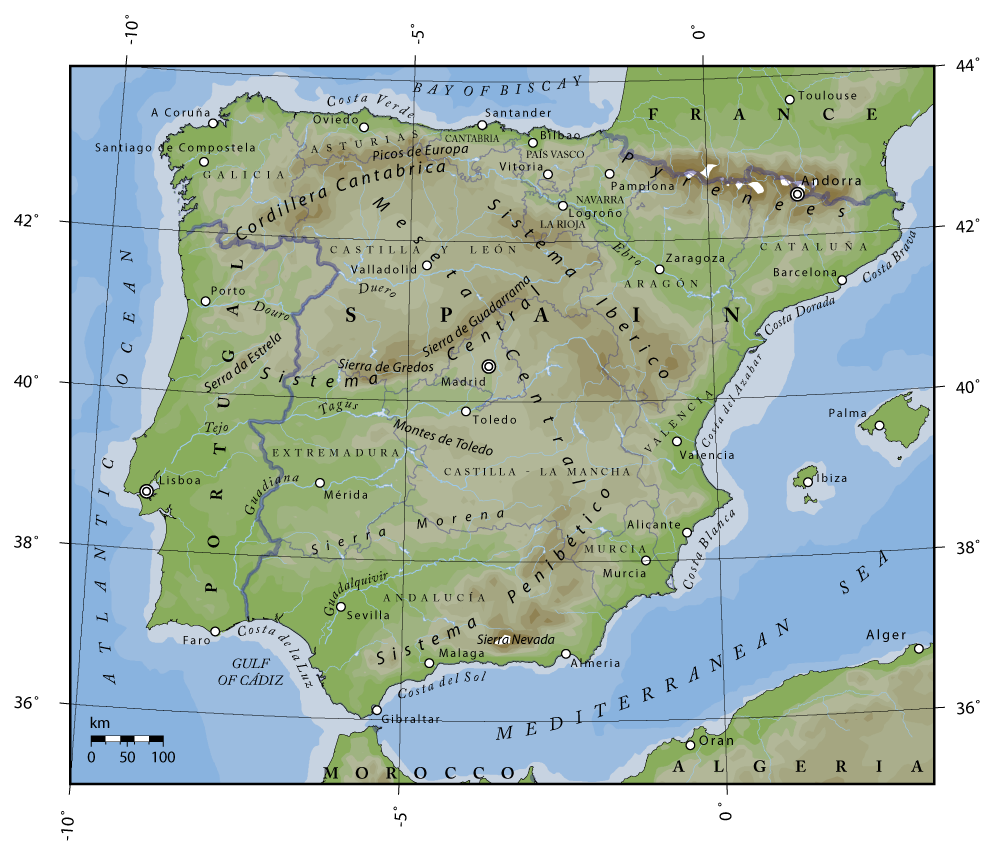
스페인의 지형도

세계에서 51번째로 큰 영토를 가지고 있으며, 면적은 50만 4,782km2이다. 본토는 이베리아반도에 위치하는데, 그밖에 지중해와 대서양의 제도, 두 개의 자치시인 세우타와 멜리야가 있다. 본토의 1/3 정도가 산지이며, 평균 해발 고도 660미터로 유럽을 통틀어 스위스 다음가는 고산 국가이기도 하다. 북부에는 피레네산맥, 대서양 연안 지방에는 칸타브리아산맥, 남부에는 시에라네바다산맥, 중앙부에는 메세타고원(이베리아고원)이 있다. 과달키비르강, 과디아나강을 비롯해 에브로강, 도루강 등이 스페인의 주요 강이다.
남부의 안달루시아 지방은 토지가 비옥해 예로부터 포도 및 오렌지, 올리브 재배가 이루어졌으며, 이슬람의 지배를 오래 받아 아직도 아랍 문화의 색채가 강하게 남아 있다. 스페인 본토의 동쪽을 보면 큰 섬이 몇 개 있는 것을 볼 수 있다. 마요르카섬을 비롯한 발레아레스 제도라 불리는 이곳은 지중해에서 가장 각광받는 휴양지 중 하나이며, 1950년대 스페인 정부의 관광 개발 정책에 힘입어 관광업이 계속적으로 발전하면서 성장했다. 세우타와 멜리야는 아프리카 대륙에 있는 스페인령으로 모로코와 인접하는 한편 지브롤터 해협의 중요 항구인 지브롤터는 영국령이다. 비다소아 강의 작은 섬인 피센 섬은 프랑스와 공동 관리한다.
서쪽으로는 포르투갈과 접하고 있으며, 북동쪽으로는 피레네산맥을 경계로 프랑스 및 안도라 공국과 접하고 있다. 또한 피레네 근처에 있는 인구 약 1200명 규모의 리비아(Llívia)라는 마을은 프랑스 영토에 둘러싸여 있기도 하다.

### 섬
스페인의 영토에는 발레아레스 제도와 카나리아 제도 그리고 지중해 및 지브롤터 해협 근처에 접하는 여러 무인도가 포함된다. 지중해의 도서 영토를 두고 Plazas de soberanía로 칭하며 차파리나스 제도, 알보란 섬, 페레힐 섬 등을 포함한다. 비다소아 강에 있는 피전트 섬은 스페인과 프랑스가 공통으로 점유하고 있다.

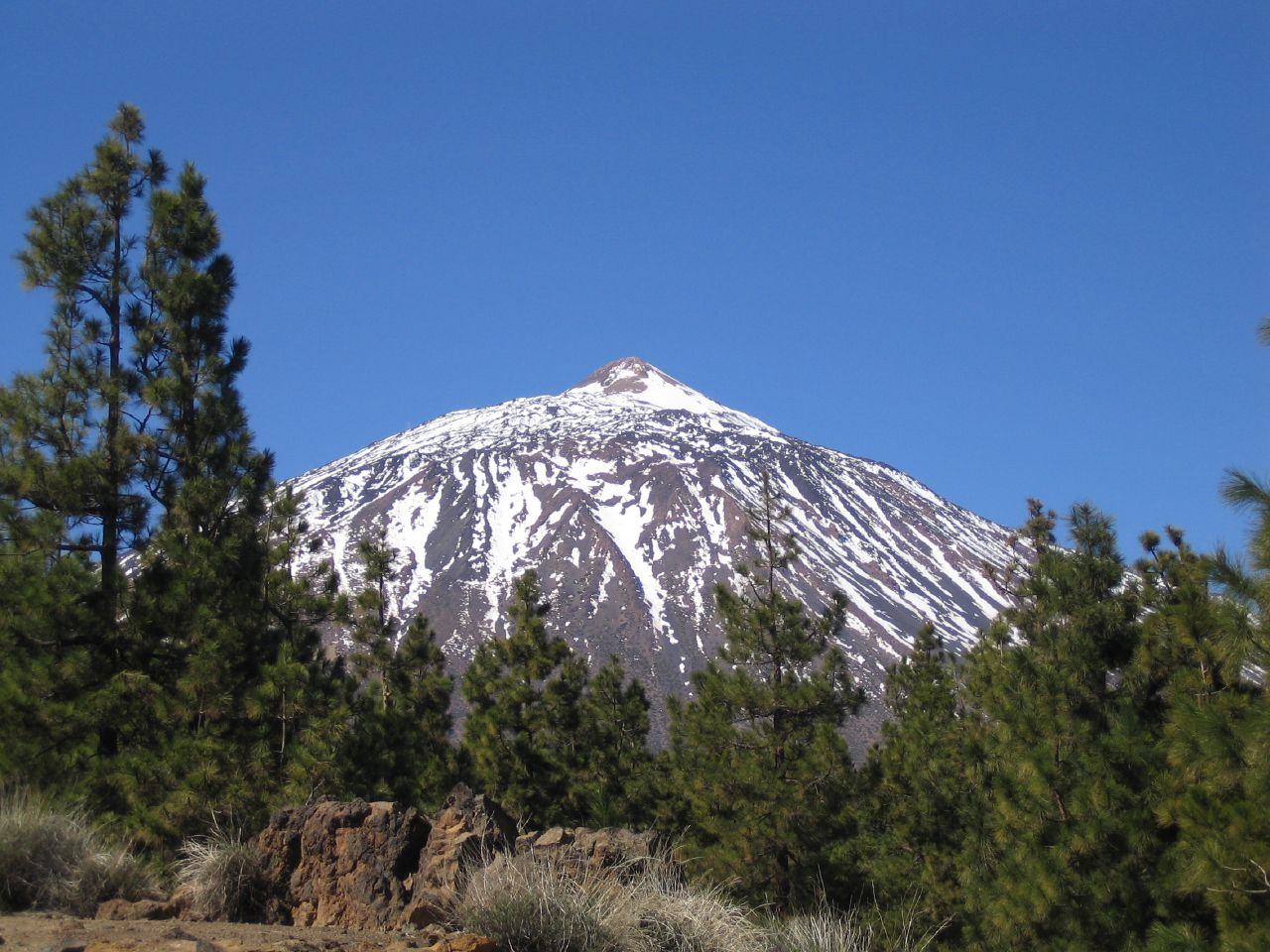
카나리아 제도의 테이데 산. 스페인에서 가장 높은 산이다.

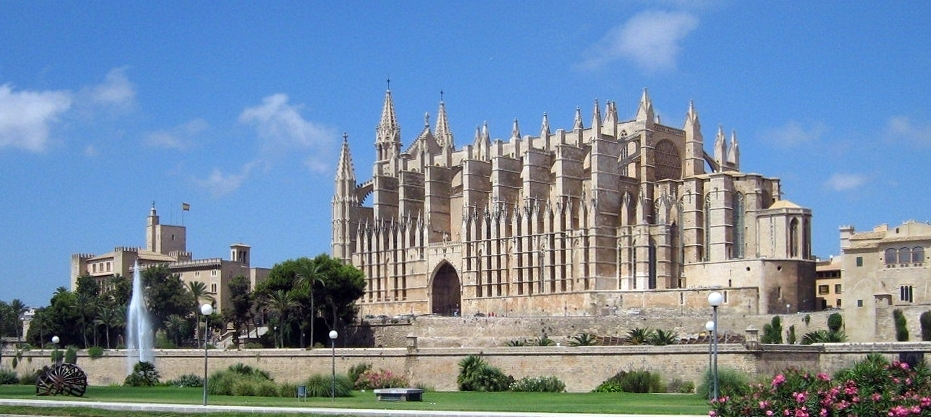
팔마 데 마요르카

| - 1. 테네리페 899,833 - 2. 마요르카 862,397 - 3. 그란 카나리아 838,397 - 4. 란사로테 141,938 - 5. 이비사 125,053 - 6. 푸에르테벤투라 103,107 - 7. 메노르카 92,434 - 8. 라 팔마 85,933 - 9. 라 고메라 22,259 - 10. 엘 이에로 10,558 - 11. 포르멘테라 7,957 - 12. 아로사 섬 4,889 - 13. 라 그라시오사 658 - 14. 타바르카 105 - 15. 온스 61 |

### 산과 강
이베리아반도에 속한 스페인 본토는 산악 지형이 두드러 지며 산악 지형을 중심으로 고지대 평원이 분포한다. 피레네산맥을 잇는 산지로는 칸타브리아산맥, 시스테마 이베리코, 시스테마 센트랄, 톨레도 산맥, 시에라 모레나 등이 있으며 최고봉 3,478m인 물아센(Mulhacén)이 있는 시스테마 페니베티고는 시에라네바다산맥에 위치하고 있다. 이 봉우리는 스페인 본토에서 가장 높은 봉우리로서 스페인 전 영토를 포함하여 최고봉은 카나리아 제도의 화산인 테이데이다. 메세타 고원은 스페인 중앙부에 위치한 고지대 평원이다.
주요 강으로는 에브로강, 도루강, 타구스강을 비롯해 과디아나강, 과달키비르강이 있다. 충적 평야는 대부분 해안가에 분포하며 과달키비르 강에 위치한 안달루시아 지방의 충적평야가 가장 넓고 비옥하다.

### 기후
스페인의 지리적 특성을 고려하자면 기후 또한 다양하게 나뉜다. 대개 스페인의 기후는 세 구역으로 나뉜다.
- 지중해성 기후는 안달루시아 평원 해안가에서 시작해서 바르셀로나와 피레네산맥 인근까지 해안 기후의 특성을 보인다.
- 대륙성 기후는 지중해성 기후의 특성과 혼재하여 나타나는 기후 특성으로 특히 마드리드를 비롯한 내륙에 나타난다.
- 서안 해양성 기후는 갈리시아를 비롯해 비스케이만 근처의 해안가에 나타난다. 가장 큰 도시인 빌바오를 포함한 이 지역을 대개 “녹색의 스페인”(Green Spain)이라고 부른다.
- 사하라 사막이나 아프리카 대륙에서 뜨거운 바람이 넘어오는데, 이 때문에 남부 지방은 상당히 건조한 기후를 띠기도 한다. 빌바오 지역을 제외한 중남부 일부에서는 반사막 현상이 나타나기도 하는데 사하라 사막의 바람 영향이 상당히 크다고 볼 수 있다.

## 정치

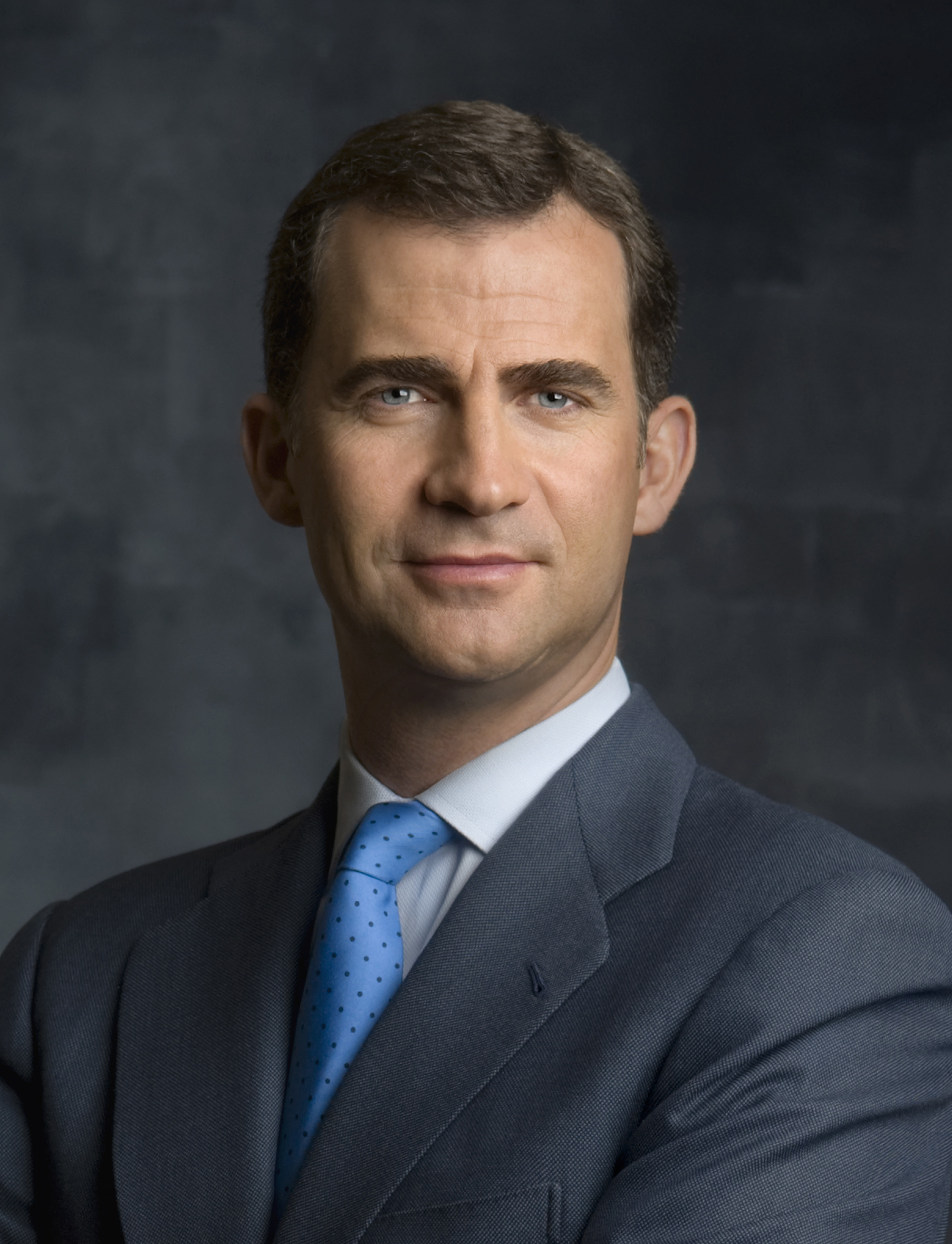
펠리페 6세 국왕

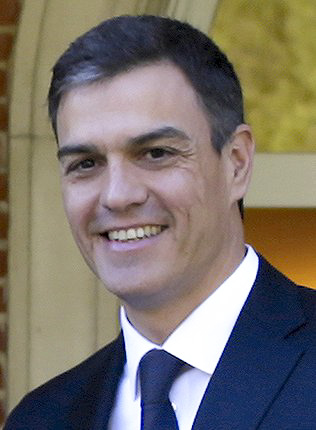
페드로 산체스 총리

스페인은 입헌 군주제 국가이다. 양원제 국회를 갖추고 있으며, 입법부가 있어 분권 체제를 갖추고 있다. 국가 원수는 국왕이며, 상하원은 직접·간접 투표로써 선출된다. 임기는 4년이다. 행정부의 수반은 총리이며, 부총리가 보좌한다. 스페인 내각(Consejo de Ministros)의 수반인 장관은 총리가 지명한다.
스페인 입법부를 개괄적으로 설명하면 다음과 같다.
- 스페인 하원(Congreso de los Diputados) : 총 의석 350석, 4년 임기로 지방정부에서 천거한 인물들도 포함돼 활동
- 스페인 상원(Senado) : 4년 임기제로 총 의석 259석 중 208석은 직접선거로, 나머지 51석은 지방 입법부가 천거하여 선출
- 국가원수
  - 스페인 국왕 : 펠리페 6세(2014년 6월 19일)
  - 스페인 총리 (Presidente del Gobierno): 페드로 산체스(2018년 6월 2일)
    - 부총리(내무부 장관 겸임) : 소라야 사엔스 데 산타마리아(Soraya Sáenz de Santamaría)

가장 초기의 스페인 헌법은 1812년까지 거슬러 올라간다. 하지만 독재자 프란시스코 프랑코가 1975년에 죽은 뒤 1977년에야 보통 선거가 이루어지고, 1978년에는 헌법이 제정되는 등, 남유럽에서는 가장 늦게 민주주의 국가로 발돋움할 수 있었다.
스페인은 명목상 연방 국가가 아니지만 17개의 자치주와 2개의 자치시가 서로 다른 자치권을 누리고 있어 사실상의 연방 국가(스페인어: Estado de las Autonomías)를 구성하고 있다. 스페인은 스위스 및 독일, 벨기에와 함께 유럽에서 가장 지방 자치가 잘 이뤄지고 있는 나라이다. 카탈루냐 지방과 바스크에서는 별도의 경찰 조직이 치안을 맡고 있으며, 의회를 비롯한 행정, 예산, 보건 등 모든 정부 기관도 자치적으로 구성하고 있다.
2018년 6월 2일부로 페드로 산체스가 취임했으며, 민주화 이후로 선출된 일곱 번째 총리가 됐다. 부총리는 3명이 존재했으나, 2011년 이래로는 한 명만 존재한다.

### 대외 관계
프란시스코 프랑코의 군사독재 시대가 끝나면서 스페인은 대외 정책에서 그동안 편향돼 있던 외교 정책을 재정비하는 데 온힘을 기울였다. 1955년 유엔에 가입한 이후 줄곧 국제 사회로의 행보를 적극적으로 추진하고 있으며, 2006년 기준 분담금은 세계 9위권에 해당한다. 여러 차례의 내전과 분열 이후 유럽을 시작하여 서방 세계와의 외교를 다지는 한편 1982년 북대서양 조약 기구(NATO)에 가입했으며 다양한 역할을 수행하게 된다.
다른 유럽 국가처럼 스페인에서도 유럽 연합(EU) 관련 외교 문제가 가장 핵심 사안으로 꼽히고 있으며, 서유럽에 관련한 사건에는 특히 관련국 혹은 유럽 연합 회원국과의 조율에 힘쓰는 것을 원칙으로 삼고 있다.
2001년 조선민주주의인민공화국과 외교 관계를 수립하면서 스페인은 전 세계 국가와 외교 관계를 수립하는 계획을 완성한다.
대한민국과는 1950년 외교 관계를 수립한 이래 외교 관계를 유지하고 있으며, 2007년 기준 대(對)스페인 수출은 미국 달러로 약 39억 달러이며, 수입은 8.5억 달러이다. 지금까지 경기도를 비롯한 6개의 시도가 스페인 자치 정부와 자매결연하고 있다. 한국인은 대사관 가족을 포함해 3646명이, 화교는 134000명이 거주하고 있다.
특히 라틴 아메리카와의 외교 관계를 돈독히 유지하고 있으며, 스페인계 혈통의 주민에 대한 관심도 상당히 높은 편이다. 히스패닉계 시민의 영향력을 무시할 수 없다는 사실은 이미 미국에서조차 널리 인식되고 있다. 스페인은 국가적으로도 히스패닉계와 언어와 무역, 역사, 문화에 대한 교류를 넓히고자 하며, 라틴 아메리카 국가들에게 스페인은 독재 국가에서 민주 국가로 발전한 대표적인 예로 꼽히고 있다.

#### 영토 분쟁
스페인은 영국령 지브롤터에 대해 영유권을 주장하고 있다. 6km2의 작은 해외 영토인 지브롤터는 이베리아반도의 남쪽 끝 영토로 현재 영국령이다. 지브롤터는 스페인이 지배하고 있었지만 스페인 왕위 계승 전쟁 동안 마이노르카 섬과 함께 영국에 편입된다. 마이노르카 섬은 아미앵 조약에 따라 1802년 다시 스페인에 돌아왔다.
지브롤터에 대한 영국 영유권은 1713년 위트레흐트 조약에서 비롯하였으며, 이후로 스페인은 줄곧 지브롤터가 마땅히 스페인령으로 인정받아야 한다며 영유권을 주장해 왔다.
1940년 이후 스페인의 국제적 공세는 더욱 강화됐으나 정작 지브롤터 주민들은 이에 반대하고 있으며, 영국-스페인 공동 지배에 대해서도 반대 입장을 보이고 있다. 유엔은 영국과 스페인, 유럽 연합 회원국이 함께 지브롤터의 문제를 해결해 나갈 것을 촉구하고 있다.
또 다른 예로는 모로코가 영유권을 주장하고 있는 세우타와 멜리야, 아프리카 북쪽의 지중해에 있는 플라사스 데 소베라니아(스페인어: Plazas de soberanía)가 있다. 포르투갈과도 분쟁이 있어 국경 지대에 있는 도시인 올리벤사(Olivenza)의 경우 포르투갈에서 영유권 주장이 제기되고 있다.

### 군사
스페인 군대(스페인어: Fuerzas Armadas Españolas, Spanish Armed Forces)는 육군과 해군, 공군으로 이루어져 있으며, 그 통솔권은 스페인의 국왕인 펠리페 6세에게 있다. 전체 스페인 왕국의 통합력과 왕권을 보호하기 위한 목적으로 군 병력이 존재한다. 스페인군은 북대서양 조약 기구(NATO)에 참여하는 군 중 하나이며, 유럽 연합의 군사 활동에도 참가한다. 현재 스페인의 병역은 모병제이다.
스페인의 국방 비용 지출액은 2003년 기준 99억 달러에 이르며, 전체 GDP의 1.3%를 차지한다.

## 행정 구역

스페인의 행정 구역

스페인은 17개의 광역자치주(comunidad autónoma)로 구성되며, 2개의 자치시(ciudad autónoma)인 세우타(Ceuta)와 멜리야(Melilla)가 있다. 모두 스페인 최고 일선 행정구역이다. 17개의 광역자치주는 50개의 도(provincia)로 다시 나뉜다. 각 도는 다시 시(municipalidad)로 나뉜다. 단 카탈루냐주(Cataluña)는 꼬마르까(comarca)와 베게리아(veguería)라는 행정구역이 더 있다. 시(municipalidad)가 모여 꼬마르까를 이루고, 꼬마르까가 모여 베게리아를 이룬다. 다른 지방에도 꼬마르까는 존재하지만, 카탈루냐와는 달리 역사적 혹은 지리적인 구역에 불과할 뿐, 행정상의 구획은 아니다.

#### 광역자치주
광역자치주는 스페인 최고 행정구역 단위이다. 1978년, 스페인 내 민족과 지방의 자치 권한을 승인한 헌법이 공포된 이후, 광역자치주가 생겼다. 광역자치주는 공동의 역사, 문화, 경제를 공유하는 인접해 있는 여러 도(provincia)들로 구성되어 있다. 이러한 권한 이양(devolución)에 기반한 영토조직을 자치주라고 인식한다.
각 광역자치주의 기본 조직법은 자치법(Estatuto de autonomía)이다. 과거부터 현재까지 역사에 바탕한 정체성, 영토 경계, 정부 조직 및 구성, 헌법에 근거한 권한에 따라 자치법은 광역자치주라는 명칭을 수립한다.
모든 광역자치주 정부는 삼권분립 형태에 기반한다. 각 권한은 다음과 같다.
- 입법의회(parlamento) : 의원들은 비례대표제에 따라 보통선거권에 의해 선발되며, 영토를 아우르는 모든 영역을 대표한다.
- 행정의회(consejo de ministro) : 입법의회가 선발하고 스페인 국왕이 지명하는 대통령(presiedente)이 수반이다. 집행 및 행정 기능을 가지고 있다.
- 최고재판소(tribunal supremo) : 스페인 최고재판소(El Tribunal Supremo) 휘하, 광역자치주 내 판사(judicatura)가 우두머리이다.

카탈루냐, 갈리시아(Galicia), 바스코(el País Vasco) 지방은 독립된 민족성을 가지고 있어 신속한 과정을 거쳐 자치정부를 구성하였다. 안달루시아(Andalusia)도 자치법령을 통해 최초로 자치주 이름을 취득하였지만, 장기적인 과정을 통해 다른 자치주들보다 늦게 헌법에 명기되었다. 이후 다른 지방들도 조금씩 자치법령 수정을 통하여 자치주가 되었다. 발렌시아(Valencia), 카나리아 제도(Islas Canarias), 발레아레스 제도(Islas Baleares), 아라곤(Aragon) 등이 자치주가 되었다.
광역자치주는 광범위한 입법 및 행정 자치 권한이 있고, 의회와 지방정부를 가지고 있다. 권력이양이 비대칭적으로 이뤄졌기에, 각 광역자치주마다 권력 분산은 제각각 다르다. 바스코와 나바라(Navarra)만이 완벽한 재정 자립을 이루고 있다. 안달루시아, 바스코, 카탈루냐, 갈리시아는 별개의 민족성을 주장하고 다른 자치주들보다 더 강력한 권한을 이양받았다. 이들 지방 대통령은 의회 해산 및 재선거 요구 권한이 있다. 게다가 바스코, 카탈루냐, 나바라는 각각 에르차인차(Ertzaintza), 모소스 데스콰르다(Mossos d'Esquadra), 폴리시아 포랄(Policía Foral)이라는 자치 경찰이 있다. 다른 자치주들은 경찰력이 제한되어 있거나 아예 없는 경우도 있다. 안달루시아의 경우 안달루시아 자치 경찰(Policía Autónoma Andaluza)이 있으며 마드리드에는 BESCAM이라는 경찰이 있다.
그러나 최근 시행된 자치법 개정 혹은 신자치법 공포를 통해 별개의 민족성을 가진 지방과 기타 지방 갖의 비대칭을 완화시켰다.
세우타와 멜리야는 북아프리카 연안에 있는 고립영토이다.

#### 시도
광역자치주는 도(provincia)로 나뉜다. 이는 자치주의 영토의 구성요소이다. 도는 시(municipalidad)로 나뉜다. 두 행정단위는 헌법에 의해 보장된다. 시는 새 업무 경영에 관한 자치 권한이 있다. 도는 미국의 주와 같은 활동을 수행하기 위하여 구획되었다.
현재 도 구획은 1833년 스페인 영토 분할에 기반한 것이다. 스페인 영토 전체는 50개의 도로 나뉜다. 또한 아스투리아스주(Asturias), 발레아레스 제도(Islas Baleares), 칸타브리아주(Cantabria), 라리오하주(La Rioja), 마드리드주(Madrid), 무르시아주(Murcia), 나바라주(Navarra)는 그 자체가 도이자 광역자치주이다. 이 경우, 도의 행정 기관은 광역자치주 정부 기관으로 대체된다.

## 경제

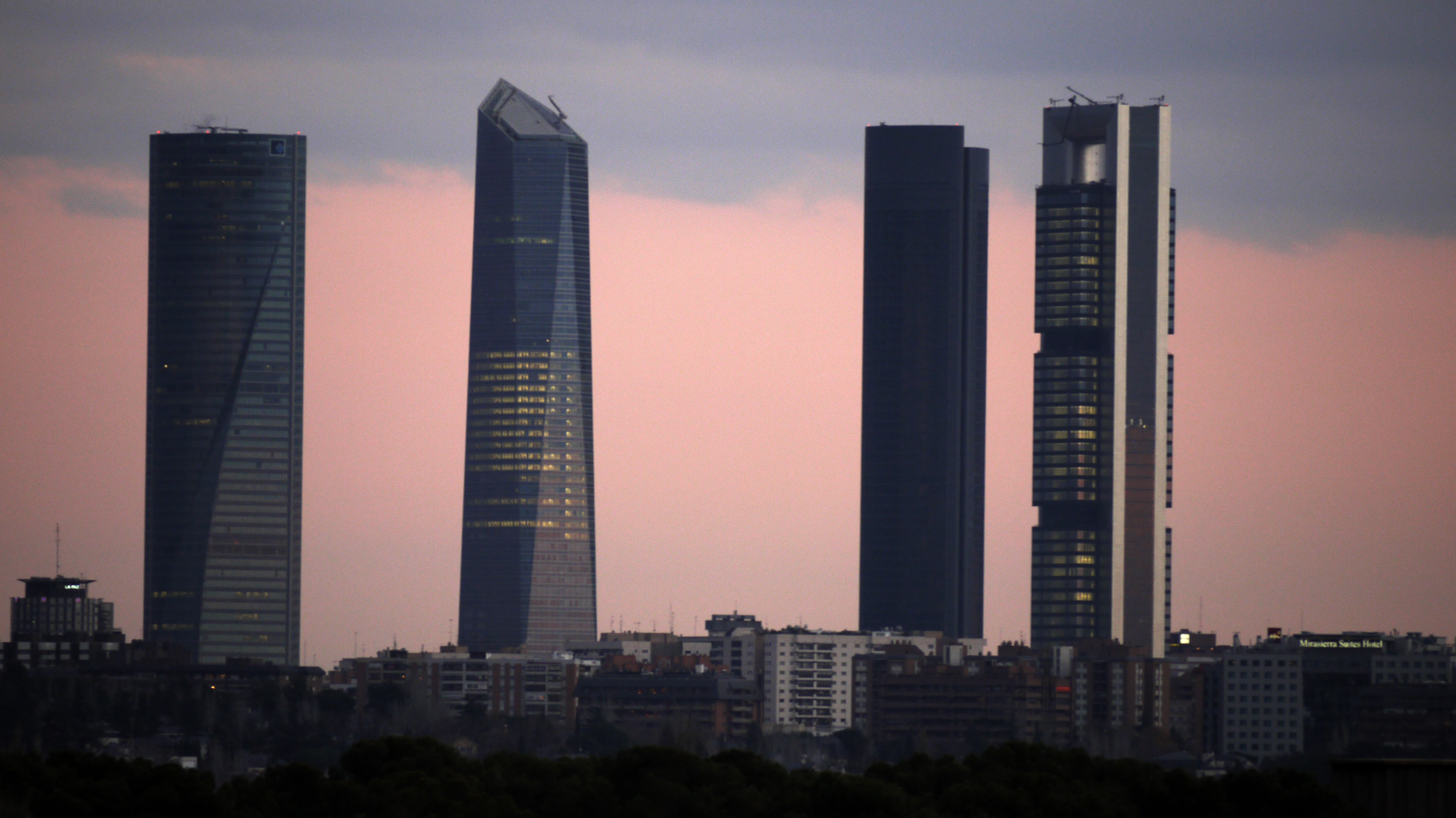
마드리드의 콰트로 토레스 비지니스 구역.

2014년 기준으로 세계은행에 따르면, 스페인의 경제 규모는 세계 14위이며, 유럽에서는 다섯 번째로 규모가 크다. 2015년 기준 국내 총생산(GDP)는 1조 2,210억 달러(월드 팩트북 기준)이며, 1인당 구매력 환산 지수(PPP)는 34,819 달러(2015년)로서, 35,708 달러의 수치를 보인 이탈리아와 이스라엘 등과 비슷한 수준이었다. 스페인의 경제 성장률은 2007년 3.8%로 모든 G8개국보다 높게 나타났으며 3년 연속 성장률 우위를 점했다.
중도 우파 정부를 총괄하던 호세 마리아 아스나르 총리는 1999년 유로화 도입을 성사시킴과 동시에 스페인에 새로운 경제 부흥기를 열었다. 2006년 10월 기준 실직률은 7.6%였으며, 이는 1990년대 초반 20%를 넘어섰던 것에 비해 엄청나게 양호하다. 그러나 계속된 인플레이션이 스페인 경제의 먹구름으로 남아 있다. 또한 경제 협력 개발 기구(OECD)의 보고서에 따르면, 미국 및 영국과 더불어 가장 교육 환경이 형편없다는 악평도 있어 우려를 사고 있다.
한편 스페인은 2001년부터 2005년까지 유럽 연합 국가의 일자리를 가장 많이 창출했다는 평가를 받고 있다. 외국계 자본의 적극적인 투자와 더불어 유럽 국가 중 가장 역동적인 경제 발달 양상을 나타내고 있기도 하다. 대표적으로 스페인의 관광 산업은 지난 40년간 세계 2위 수준으로 발전해 그 가치만 400억 유로에 달하며 전체 GDP의 5%를 차지할 정도로 기여도가 높다.
부동산 거품 현상은 스페인에서도 예외가 아니어서 건설업 호황과 함께 전체 GDP의 16%, 구직자의 12%를 창출해 내고 있다. 하지만 독일 신문지 디벨트에 따르면 2011년 스페인의 1인당 국민 소득은 독일에 따라잡힐 것으로 전망되고 있기도 하다. 스페인 내 가계 부채는 10년 만에 3배로 뛰어 올라 저소득층의 경우 소득 중 부채 비율이 125%에 달하는 것으로 조사됐다.
2008-09 신용위기와 일련의 세계 경제 침체로 인해 부동산 시장 불황이 스페인 전역의 화두로 등장했다. 다행히 스페인 국내 은행업계와 재계는 미국과 영국에 비해 타격을 덜 받았다. 이는 보수적인 스페인 재계의 제재가 어느 정도 성과를 거뒀기 때문인 것으로 평가된다. 스페인 경제부는 1979년 자국 은행권 위기와 1993년 부동산 위기로 은행 위기가 일어났던 일을 상기하고 있었다. 실제로 스페인 제1의 은행인 방코 산탄데르는 영국 정부가 추진한 영국 내 은행권 구제책에도 참여했다.

### 관광
지난 40년 간 스페인의 관광은 세계 2위 규모로 성장했으며 그 가치만 400억 달러에 달하는 것을 추정돼 2006년 기준 GDP 5%에 달한다. 스페인에서 관광이 흥한 이유는 상대적으로 온화하고 햇볕이 많은 기후와 지리적인 요인 그리고 시설 투자와 다채로운 관광 인프라가 갖춰져 있기 때문이다. 역사, 문화 유적지가 결합돼 개발과 실업률 저하에도 기여한다. 스페인 내 호텔의 별점 체계는 다른 유럽 국가에 비해 엄격하고 요구 사항이 높은 것으로 알려져 있어 그 별점 자체가 다른 국가와는 차이가 있을 수 있다. 각 숙박시설이 받은 별점의 가치가 다른 국가에 비해 그만큼 까다로운 평가 과정을 찍기에 타국가에 비해서는 더 시설이 좋을 수 있다는 의미이기도 하다.

### 에너지

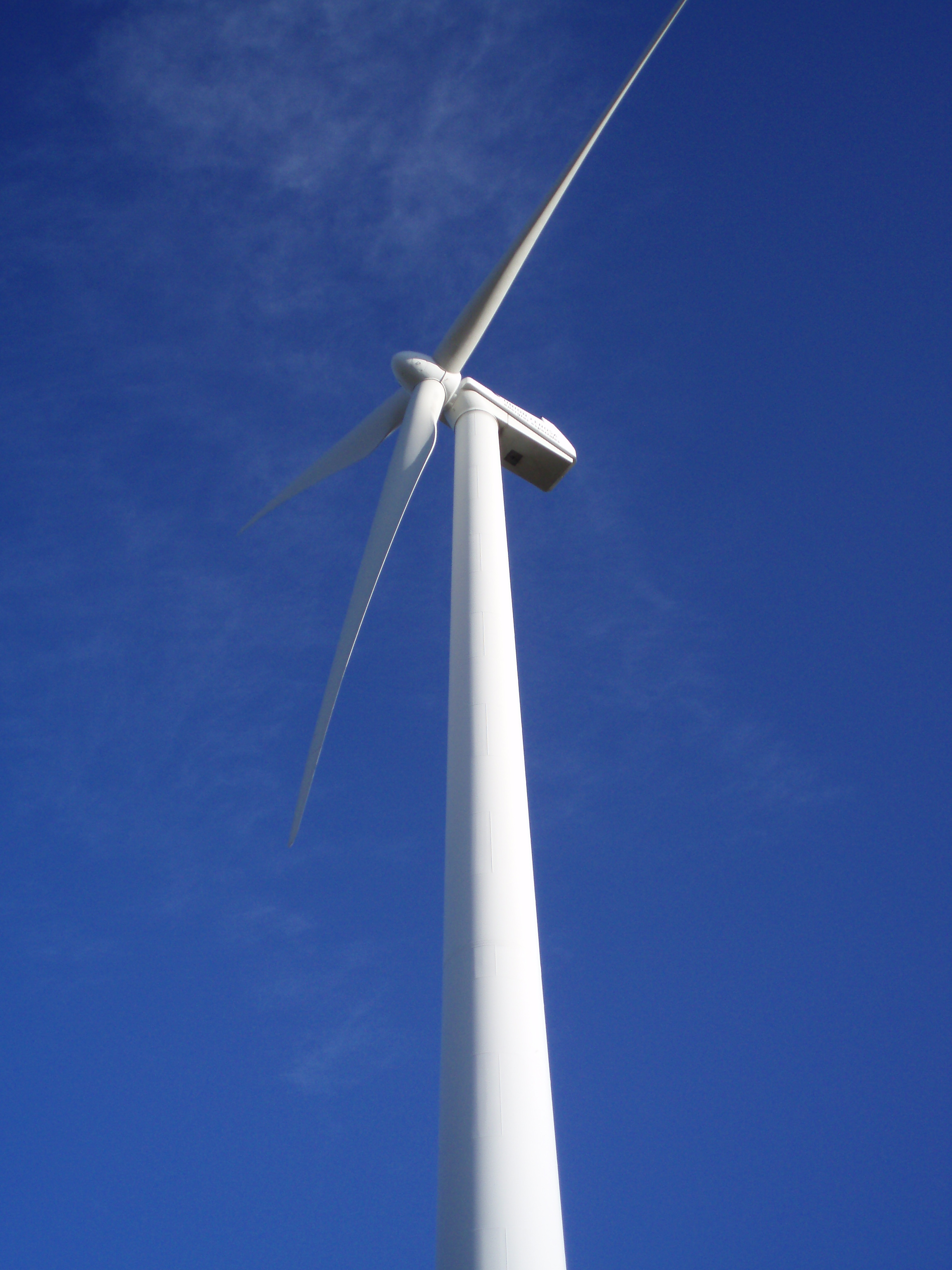
페노사 사의 풍력발전기

스페인은 현재 대체에너지 생산과 개발에서 선두적인 고지를 점하고 있다. 2010년 미국 정부와 함께 알바라도 I으로 불리는 태양광발전소 건설에 착수하면서 이를 입증하기에 이른다. 풍력 발전의 경우에도 유럽 국가에서 위상이 높으며 2010년에만 풍력으로 얻는 전력량이 42,976 GWh에 달해 전체 전력량 중 16.4%를 풍력으로 대체했다. 이는 유럽국가로서는 처음으로 독일을 제친 성과이다. 한편, 2010년 11월 9일 풍력발전이 내륙 전력 수요의 절반 이상(53%)을 차지하는 기록을 거두었다. 14개의 원자로에 필적할 만한 양에 해당하는 수치다. 현재 스페인에서는 수력발전과 바이오메스를 비롯해 2곳의 조력발전소가 건설 중에 있다.
총량으로 볼 때 스페인의 대체에너지는 2009년 기준으로 전체의 12.5%를 차지했다. 정부 차원에서는 2020년까지 전체 에너지 수급의 20%를 대체에너지로 한다는 계획을 수립한 상태다.

### 교통

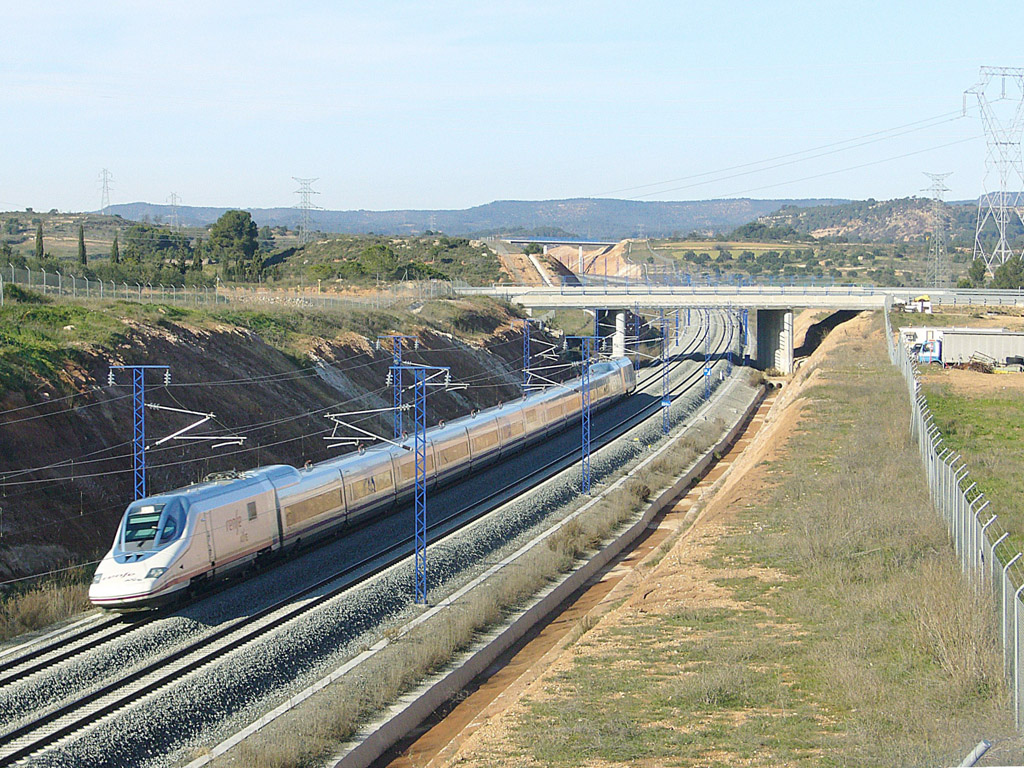
AVE 마드리드-바르셀로나 고속철도

스페인의 교통 체계는 중앙집권화되어 있어 6개의 고속도로가 수도 마드리드를 중심으로 바스크, 카탈루냐, 발렌시아, 안달루시아, 에스트레마두라, 갈리시아로 퍼져있다. 대서양을 따라서도 페롤-비고, 칸타브리아 지방에서 지중해 지역(히로나~카디스)을 잇는 고속도로가 있다.
고속철도 체계로서는 유럽에서 가장 광범위하게 퍼져 있으면서 중국 다음으로 세계에서 가장 넓은 규모이다. 2010년 10월 부로 말라가, 세비야, 마드리드, 바르셀로나, 발렌시아, 바야도리드를 잇는 총 연장규모 3500km의 철도가 개통했으며 평균 속도 300 km (대한민국의 KTX와 동일)로 운행한다. 보통 일본의 신칸센, 프랑스 TGV 다음으로 가장 빠른 속도를 자랑한다. 정시를 지키느냐에 관해서 98.54%의 비율로 99%에 달하는 신칸센 다음으로 가장 높은 정시 서비스를 선보이고 있다.
 현재 스페인 정부의 고속철도 계획은 2020년까지의 계획은 주요 도시를 모두 마드리드와 3시간 안에 연결하는 것이며 총 연장 길이는 7000km에 이르게 된다.
공항의 수로는 47곳이 있으며 가장 붐비는 공항은 마드리드 공항(Barajas)으로 세계에서 11번째로 붐비는 공항으로 유럽 연합에서는 4번째로 가장 붐비는 공항이다. 바르셀로나 공항(El Prat)도 중추 공항으로서 2008년 기준 3천만 명의 여행객이 다녀갔다. 주요 공항으로는 그란 카나리아 공항, 말라가 공항, 발렌시아 공항, 세비야 공항, 팔마 데 마요르카 공항(마요르카 섬), 알리칸테 공항, 빌바오 공항 등이 있다.
스페인 정부는 전기 자동차를 2014년까지 100만 대로 늘리는 계획을 시작했으며 이는 국가 에너지 절약과 효율성 제고를 목표로 하고 있다. 스페인 산업부는 "전기자동차가 미래 산업 혁명의 핵심 요소가 될 것"으로 보고 이에 나서고 있다.

### 무역
2017년 기준으로 스페인의 주요 수출 상대국은 프랑스(14.69%), 독일(10.92%), 이탈리아(7.85%), 포르투갈(7.0%), 영국(6.69%)이다. 주요 수입 상대국은, 독일(12.51%), 프랑스(10.72%), 중국(8.25%), 이탈리아(6.49%), 미국(4.45%)이다. 2017년 기준으로 총수출액은 319,622백만 달러, 총수입액은 350,922백만 달러이다. 주요 수출 품목은 석유 제품(12,695,448.천  달러), 자동차(12,278,433.천 달러), 자동차 부품(9,781,263천 달러), 의약품(6,525,979천 달러)이다. 주요 수입 품목은 석유 및 오일(25,680,385천 달러), 자동차 부품(8,738,733천 달러), 의약품(8,209,110천 달러), 자동차(8,159,782천 달러)이다.

## 국민

스페인의 인구분포도

스페인인이 다수를 차지하며, 아랍인과 프랑스인 및 포르투갈인도 있다. 스페인은 역사적으로 이슬람 세력의 영향이 있었다. 스페인에서 가장 흔한 성씨는 가르시아이다. 남부 스페인 사람은 정열적이고 밝다고 알려진 스페인 사람의 특징이 잘 나타나지만, 북부 스페인 사람의 경우에는 꼭 그렇지 않다.
2004년 연구 결과에 따르면 스페인은 동성 결혼에 대해 상당히 개방적인 편이다. 설문자의 66%가 동성 결혼에 대해 긍정적인 반응을 보이고 있다. 실제로 2005년 6월 동성 결혼을 허용하는 법안이 187표 중 147표로 가결됐으며, 결국 스페인은 유럽에서 벨기에와 네덜란드에 이어 세 번째로 동성 결혼을 허용한 나라가 되었다.
20세기 동안 스페인의 인구 구조와 인구 증가율은 크게 변화하였다. 20세기 중반까지 스페인은 유럽에서 인구 증가율이 높고, 많은 이민을 외국으로 보내던 나라였다. 20세기 전반까지는 신대륙으로 떠나는 사람이 많았고, 제2차 세계 대전 이후로는 프랑스나 독일 등 인근 서유럽 국가로 이주하는 주민이 많았다. 그러나 이러한 상황은 크게 변하여 20세기 후반 이후 스페인은 유럽에서 출생률과 인구 증가율이 가장 낮은 나라 중 하나가 되었으며, 외국에서 많은 이민이 유입되고 있다.
2008년 기준 스페인 인구는 4천 6백만 명을 넘어섰다. 스페인의 인구 밀도는 89.6명/km2이며, 다른 서유럽 국가에 비해서는 꽤 낮은 편이지만 인구분포 비율 차이가 상당히 크다. 인구는 수도인 마드리드와 주변의 위성 도시를 제외한 지역에서는 해안가에 집중되어 있다.

### 언어

}

스페인 영내에서는 카스티야어(스페인어)가 공용어이다. 그러나 일부 지역에서는 스페인어와 함께 그 지방의 언어를 공용어로 삼기도 한다. 비록 공용어의 지위를 갖지는 못하지만, 일부 지역에서는 이베리아로망스어군에 속하는 아스투리아스레온어, 에스트레마두라어, 아라곤어 등 일부 언어가 살아남아 소수의 사람들이 사용한다. 아스투리아스레온어는 공용어가 아니지만, 아스투리아스 지방 정부는 주민들에게 아스투리아스어 사용을 권장하고 있으며, 지역 내에서 공용어의 지위를 획득하기 위해 노력하고 있다. 아라곤어의 경우에도 같은 경우에 속한다. 공용어가 아닌 언어의 경우에는 오랜 관습에 따라 습득된 언어이기는 하지만 언어 사용자의 의식적인 노력이 갈수록 저하되고 있어 문제가 되기도 한다. 공용어로서의 지위를 갖지 못하면 그만큼 언어 사용의 수요가 감소하기 때문이다. 북아프리카의 멜리야에서는 아라곤어 사용자가 다수 분포한다. 일부 사용자 중에서는 아랍어 사용자도 극소수로 보이는 편이다.
지중해 연안의 관광지에서는 영어와 독일어가 널리 쓰이며 여행객을 위해 관광업계 종사자와 지역 주민은 대개 제2외국어로서 이들 언어를 배운다.
- 갈리시아 : 갈리시아어
- 바스크, 나바라 지방(일부) : 바스크어
- 아라곤 : 아라곤어
- 카탈루냐, 발렌시아, 발레아레스 제도 : 카탈루냐어

#### 스페인어 검정 시험
영어에서 TOEIC이나 TOEFL로 개인의 실력을 평가하듯이 스페인어는 DELE(스페인어: Diplomas Espanola como Lengua Extranjera)를 공식 인증 점수로 취한다. 시험에는 초급, 중급, 고급으로 나뉘며 시험 응시자가 처음에 자신의 수준에 맞춰 응시하는 형태를 띤다. 그 주체는 중국의 공자학원에 해당하는 세르반테스 교실에서 가지며 스페인 정부에서 갖는 경우도 있다. 1991년 스페인 정부가 설립한 세르반테스 교실은 전 세계 20개국에 위치하고 있으며 대한민국에는 대구가톨릭대학교와 한국외국어대학교에 개설됐다.

### 지방색
각 지방 출신에 대하여 스페인 사람들은 강하게 인식하는 편이다. 출신 지역이나 국가와 같이 개인의 기본적인 면에 대한 인식은 여태껏 스페인의 문화 전반에 지대한 영향을 끼쳐왔다.
가장 악명 높은 바스크 주나 카탈루냐 주, 갈리시아 주의 경우에는 각 주의 독특한 감정이 상당히 심하다. 다수의 바스크인과 카탈루냐 출신의 국수주의자들은 스페인 통합 이전의 개별 국가로 돌아가기를 열망한다. 그러나, 요즈음 월드컵에 스페인이 우승하면서 카탈루냐의 민족주의자 수는 줄었다. 바스크는 테러와 같은 폭력적인 행위를 통하여 이를 저지르고 있다. 사실 대다수의 바스크인은 평화적인 방법으로 자신들의 꿈을 성취하려 한다.
이외에도 안달루시아 주, 아스투리아스 주, 나바레 주, 발레아레스 제도, 발렌시아 주 등 많은 주에서 이와 유사한 형태의 지방주의가 나타난다. 각각 모두 지방색의 특색이 달리 나타나지만 바스크보다는 민족주의자가 덜한 편이다.

### 이민
스페인 정부 자료에 따르면, 스페인 내 외국인 거주자는 450만 명에 달한다. 전체 인구의 11% 정도를 차지하는 수치다. 외국인 중 모로코에서 온 사람이 가장 많아서 50만 명 이상이며, 20만 명이 루마니아, 26만 명이 콜롬비아 출신이다. 영국을 비롯한 프랑스, 아르헨티나, 독일, 볼리비아 출신 인구도 상당한 비율을 차지한다. 2005년 이민자 계획 수립으로 70만 명의 이민자를 다시 받아들이기로 결정한다. 2000년 이후 스페인은 출생률이 인구 대체 수준의 절반 수준이었음에도 이민자 유입 덕택에 인구 증가세를 계속 이어갈 수 있었다. 하지만 이민자 유입이 모두 합법적이지는 않아서 지중해를 통해 밀입국하는 인구가 발생해 사회적 물의를 일으키기도 했다. 스페인에는 한국인도 3606명이 거주하고 있다.
2004년 통계 자료에 따르면 유럽에서 스페인의 이민자 비율은 두 번째로 높다.
이민자가 늘어나는 이유는 여러 가지가 있지만, 우선 라틴 아메리카 국가와의 오랜 관계 때문이기도 하며, 아프리카 대륙과 상대적으로 가까운 지리적 특성도 또 다른 이유이다. 더군다나 스페인 사회 구조의 특징상 지하 경제와 농업이 발달되어 있어 저임금 노동자가 많이 필요하기에 이민자가 노동자로서 밀입국하는 사례가 적지 않은 것도 한 이유가 된다. 다른 이유로는 서유럽에서 퇴직한 뒤 햇볕이 많고 지중해성 기후로 유명한 스페인으로 이민하는 사람이 많기 때문으로, 유럽 국가 중 지난 6년간 이민 인구가 가장 많았다. 파이낸셜 타임스에 따르면 스페인은 서유럽인이 가장 선호하는 이민국이기도 하다.

### 소수 민족
영국인은 2006년 기준 76만 1,000명이 있다.
유대인의 이민은 크게 세 차례로 나뉘어 이루어졌다. 19세기 이후 모로코에서 유대인이 유입되었으나, 나치의 탄압을 피해 대거 이동했으며, 그 후 아르헨티나에서 다시 유대인이 들어왔다. 스페인은 법률상 스파라딤(스페인, 포르투갈계 유대인)의 영주권 획득을 허용하고 있다. 롬인(집시)은 16세기부터 스페인으로 이주하기 시작했고, 현재 70만 명가량이 있는 것으로 추산된다.

### 스페인의 대도시

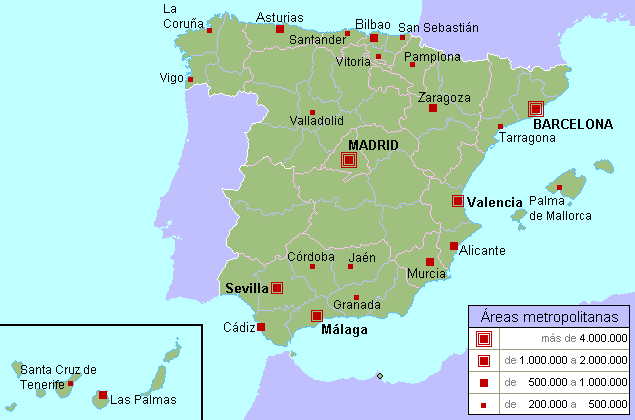
스페인의 주요 도시

| 순위 | 도시           | 지방            | 주             | 인구      |
| ---- | -------------- | --------------- | -------------- | --------- |
| 1    | 마드리드       | 마드리드 지방   | 마드리드       | 3,232,463 |
| 2    | 바르셀로나     | 카탈루냐 지방   | 바르셀로나     | 1,595,110 |
| 3    | 발렌시아       | 발렌시아 지방   | 발렌시아       | 797,654   |
| 4    | 세비야         | 안달루시아 지방 | 세비야         | 699,145   |
| 5    | 사라고사       | 아라곤 지방     | 사라고사       | 654,390   |
| 6    | 말라가         | 안달루시아 지방 | 말라가         | 561,250   |
| 7    | 무르시아       | 무르시아 지방   | 무르시아       | 422,861   |
| 8    | 팔마데마요르카 | 발레아레스 제도 | 팔마데마요르카 | 413,781   |
| 9    | 라스팔마스     | 카나리아 제도   | 라스팔마스     | 377,203   |
| 10   | 빌바오         | 바스크 지방     | 빌바오         | 353,168   |

### 스페인의 대도시 권역
| 순위 | 도시          | 지방              | 주         | 인구      |
| ---- | ------------- | ----------------- | ---------- | --------- |
| 1    | 마드리드      | 마드리드 지방     | 마드리드   | 5,883,521 |
| 2    | 바르셀로나    | 카탈루냐 지방     | 바르셀로나 | 3,150,380 |
| 3    | 발렌시아      | 발렌시아 지방     | 발렌시아   | 1,810,663 |
| 4    | 세비야        | 안달루시아 지방   | 세비야     | 1,438,451 |
| 5    | 말라가        | 안달루시아 지방   | 말라가     | 965,371   |
| 6    | 빌바오        | 바스크 지방       | 빌바오     | 949,939   |
| 7    | 오비에도-히혼 | 아스투리아스 지방 | 오비에도   | 857,495   |
| 8    | 알리칸테-엘체 | 발렌시아 지방     | 알리칸테   | 725,395   |
| 9    | 사라고사      | 아라곤 지방       | 사라고사   | 688,643   |
| 10   | 비고          | 갈리시아 지방     | 폰테베드라 | 659,632   |

## 종교
로마 가톨릭교회

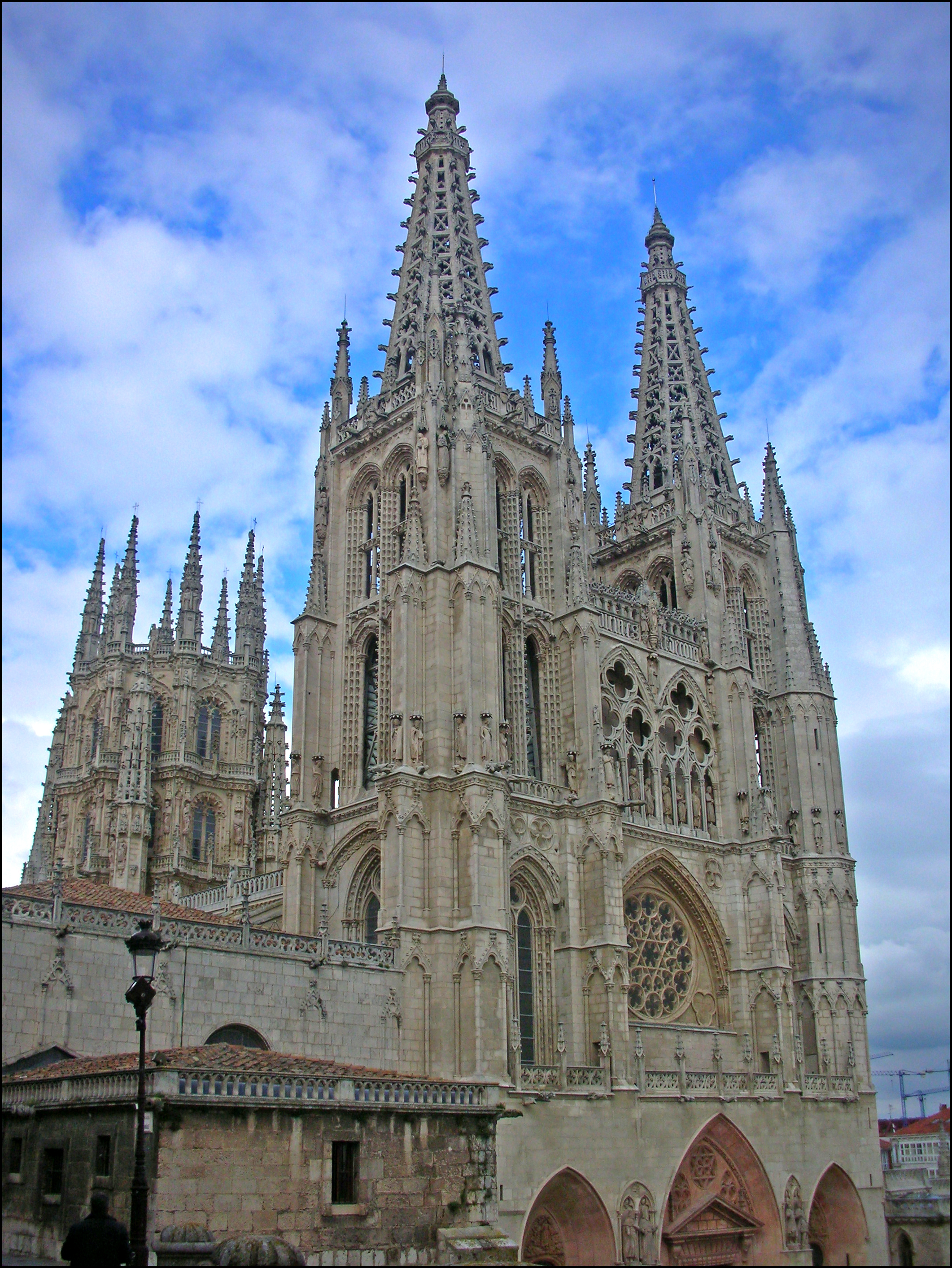
부르고스 대성당

스페인은 예로부터 로마 가톨릭교회 국가를 정체성으로 삼았으므로 단연 로마 가톨릭교회 신자가 가장 많다. 전체 인구 중 76%가 가톨릭교도로 본인을 밝히고 있으며, 19%는 특정종교를 믿지 않는다. 2006년 10월 스페인 사회 연구소가 실시한 자료에 따르면, 76%의 가톨릭교도 중 54%는 거의 교회에 가지 않으며, 15%는 1년에 몇 번, 10%는 한 달에 몇 번 교회에 가는 반면 15%만이 매주 미사에 참석한다고 한다. 하지만 라틴 아메리카 출신 이민자들이 대거 입국하면서 스페인 로마 가톨릭교회에 다시금 생명력을 불어넣고 있다는 평을 받고 있다.
성공회
스페인 성공회(스페인어: Iglesia Española Reformada Episcopal., The Reformed Episcopal Church of Spain)는 세계 성공회 공동체에 자치적 관구교회(Province)로 속해있는 스페인의 성공회이며, 관구장은 카를로스 로페스 로사노 주교(Rt Revd Carlos López-Lozano)이다.
개신교
스페인 개신교회는 스페인 복음주의자의 60%가 로마인라고 할 정도로, 대부분의 신자가 로마인이다. 스페인 개신교 교파로는 침례교, 복음교회, 필라델피아교회(최대 교단) 등이 있다. 스페인 개신교 예배의 특징은 목사들이 플라멩코 음악을 예전 음악으로 사용하여 하느님을 예배하는 데 있다. 스페인 개신교 신자의 수는 1932년 6천 명에서, 1990년 8만 9천 명으로 증가하였다.
스페인 정교회
스페인 정교회는 국내 전 기독교인의 0.01%를 차지하며, 성장률은 3.8%이다.
기타
여호와의 증인 신도는 10만 5천 명 정도이며, 약 3만 5천 명이 모르몬교를 믿고 있다.

### 이슬람교
최근의 이민과 함께 무슬림이 늘고 있어 그 수는 거의 1백만 명에 달하고 있다. 사실 무슬림은 과거 스페인의 지배권을 얻었음에도 기독교 세력의 팽창에 밀려 수세기 동안 스페인에서 거주하지 않았다. 그러나 스페인이 북서아프리카로 영향력 확장을 꾀함에 따라 영주권을 얻은 모로코계 주민이 이주하기 시작했다. 현재 이슬람은 스페인에서 두 번째로 신도의 수가 많은 종교이며, 전체 인구의 2.5% 정도를 차지한다.

### 유대교
유대교는 유대인의 입국이 허용되면서 스페인에 19세기가 돼서야 들어왔으며, 현재까지 유대인을 합친 유대교 신자는 6만2천 명 정도다.

## 문화

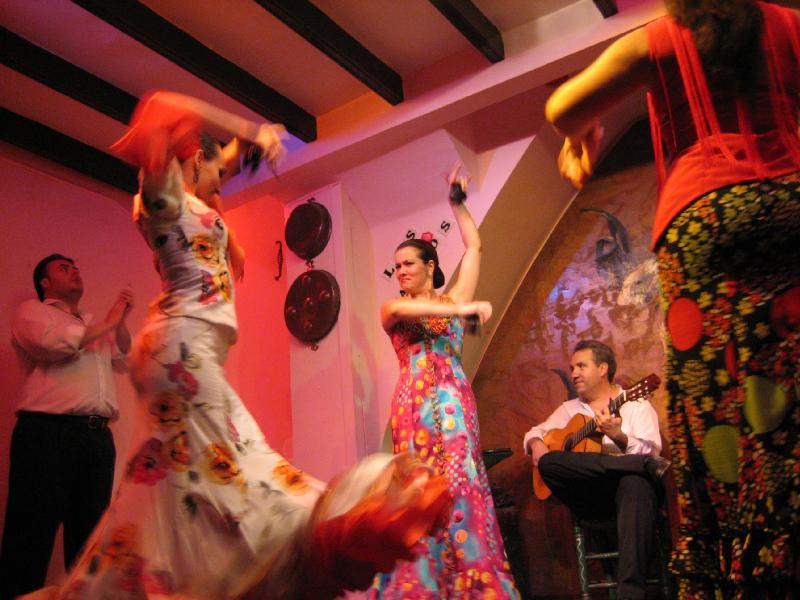
플라멩코

스페인은 수많은 국가와 민족의 영향을 받아 다양한 문화유산으로 널리 알려져 있다. 본질적으로 이베리아반도 고유의 문화는 이베리아반도 자체의 인종과 켈트족 및 서고트족의 영향에 더해 로마 가톨릭, 이슬람 문화에 바탕을 두고 발전하였다고 여겨진다. 과거에도 마찬가지였지만 중앙으로 세력을 끌어들이려는 카스티야와 외부 지방 간의 긴장 내지는 다툼이 스페인 문화의 특성을 발휘하는 요인이 됐다. 최근에 와서는 스페인 문화라는 개념이 더욱 더 대도시의 것으로 굳어지는 양상을 띠고 있다.
자연적으로는 지중해와 대서양에 가까운 자연 자원이 문화 형성에 절대적인 영향을 끼쳤다. 투우는 전 세계적으로 유명하며, 남부 안달루시아 지방의 로마인에게서 유래했다는 플라멩코라는 춤과 노래도 유명하다.
이탈리아 다음으로 스페인은 유네스코 세계유산이 많은 나라이며, 총 40개의 세계유산이 있다.

### 스페인 문화의 영향

스페인어가 영향을 미치고 있는 지역(공용어 혹은 모국어)

스페인은 전 세계에 걸쳐 식민지를 건설했던 국가이다. 특히 라틴 아메리카라고 불리는 남미·중미·카리브 해 국가·멕시코와 일부 남부 미국지역, 필리핀, 북서 아프리카 등에 언어를 비롯하여 문화적으로 영향을 많이 끼쳤다. 스페인어는 기존의 통일되지 않은 아메리카 대륙의 언어를 하나로 통일시켜, 오늘날 전 세계에서 4억 5200만 인구가 모국어로 사용하고 있다.
스페인은 라틴아메리카에 언어의 영향 뿐만 아니라 문화와 민족성에도 큰 영향을 주었다. 이 영향력은 라틴 아메리카 문화의 일반화와 통일성을 가져와 히스패닉이라고 불리는 일종의 복잡한 문화를 만들었다. 미국 내에 이들의 인구가 약 5천만 명에 달하고 늘어남에 따라 히스패닉에 대한 중요도도 높아지고 있다.
한국에서도 스페인 문화에 대한 관심이 크게 늘어나고 있다. 국내 가요 중 스페인어를 사용한 노래도 생겨나고 있으며, 스페인과 멕시코의 영화와 연예, 축구 등에 관심이 증가함에 따라 스페인어와 스페인 관광에도 관심이 높아지고 있다. 스페인 음악과 함께 스페인 타투가 퍼지고 있으며 라틴풍의 치카노 힙합도 점차 음악계에 자리 잡고 있다.
한국의 여러 고등교육 기관에서는 스페인어를 수업으로 제공하고 있으며 외국어고등학교 등에서도 스페인어를 수업으로 택하는 학생 수가 많다. 이미 일본과 전 세계 여러 국가에서 치카노 문화에 대한 관심이 높아지고 있으며 일본에서는 이에 심취한 예술가들이 스페인어만 사용할 정도이다.

### 관습

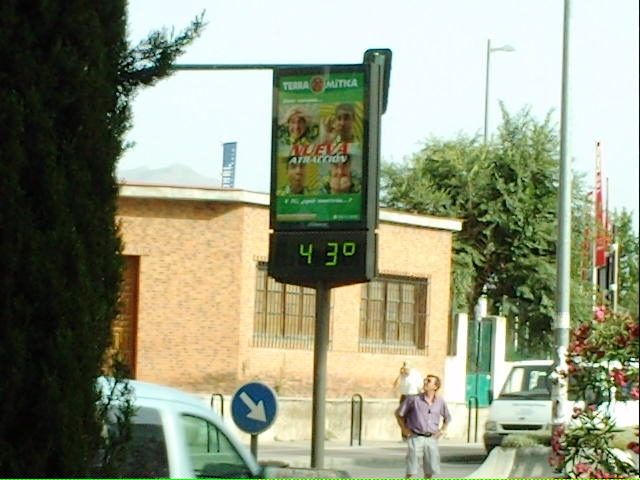
섭씨 43도를 가리키는 온도 표지판

대표적인 것으로는 시에스타(스페인어: La Siesta, 낮잠)가 있다. 시에스타는 낮 동안에 잠시 일터에서 돌아와 휴식을 취하는 스페인의 고유 관습이다. 유럽의 관념에서 스페인의 시에스타는 이미 오래전부터 인식되어 왔다. 많은 상점과 박물관조차 이 시간에는 문을 닫으며 거의 대부분의 사업장이 오후 중 두세 시간 정도 문을 닫으며, 지방 도시의 경우 시내 버스는 30분에서 1시간 간격으로 운행되기도 한다. 낮 기온이 너무나 높기 때문에(한 예로, 세비야의 7월 한낮의 온도는 섭씨 43도까지 올라간다) 시에스타가 불가피하게 전해 내려왔다고 보는 사람도 있다. 그러나 최근 스페인 의회에서 시에스타를 관공서에서만큼이라도 금하겠다는 조치를 발표 하여 스페인 전역에서 반발 여론이 급증하고 있다. 최근 들어 시에스타는 “이베리아의 요가”로 불리며 다시금 장려되고 있다. 여러 기업도 시에스타 구역을 마련하고 있다.
또한 소도시에서는 저녁에 한두 시간 정도 산책(스페인어: Paseo)하는 것이 흔하여 대도시에서도 이런 모습을 가끔 볼 수 있다.
스페인의 저녁 식사 시간은 유럽에서도 제일 늦다. 대개 동부 지방에서는 밤 9시, 서부 지방에서는 밤 10시에 저녁 식사를 한다. 따라서 필연적으로 밤 문화가 흔하며 댄스 클럽이 소도시에서도 아주 흔하다. 대개 이런 클럽은 자정에 문을 열고 새벽까지 영업을 한다. 여름의 마드리드에서는 새벽 1시나 2시쯤에 있는 음악 공연을 빼놓을 수 없을 정도다.

### 건축
스페인의 건축 양식은 다채로운 특질을 반영하고 있는 것이 특징이며, 여러 민족과 문화가 융합되어 있다. 따라서 스페인 건축이란 과거 로마 시대와 아랍인의 지배 때부터 내려온 건축의 특색과 현대적인 발상이 조화를 이룬 것으로 볼 수 있다.
예를 들어 아랍 세력인 우마이야 왕조는 코르도바에 중심 세력을 두고 성장하여 문화 수도의 역할을 하였다. 하지만 건축 양식은 기독교 왕조와는 상당한 차이가 있어서 기독교 세력은 로마네스크 건축 및 고딕 건축 양식 등을 수용하여 발전시켰다. 이슬람 세력은 문화적 고립을 겪었지만 모스크와 이슬람 특유의 걸작을 남겼다. 12~17세기까지 두 기독교와 이슬람의 건축 양식은 혼재, 발달 국면에 접어든다.
20세기에 이르러서는 안토니오 가우디의 등장과 함께 스페인 건축이 세계인의 주목을 받게 된다. 스페인의 현대 건축은 GATEPAC(스페인 현대 건축 미술가 협회, 스페인어: Grupo de Artistas y Técnicos Españoles Para la Arquitectura Contemporánea)에서 주도하고 있다. 현대 건축은 현재 혁명기를 겪고 있으며, 라파엘 모네오를 비롯하여 산티아고 카라트라바, 리카르도 보필 등의 건축가가 국제적 명성을 얻고 있다.

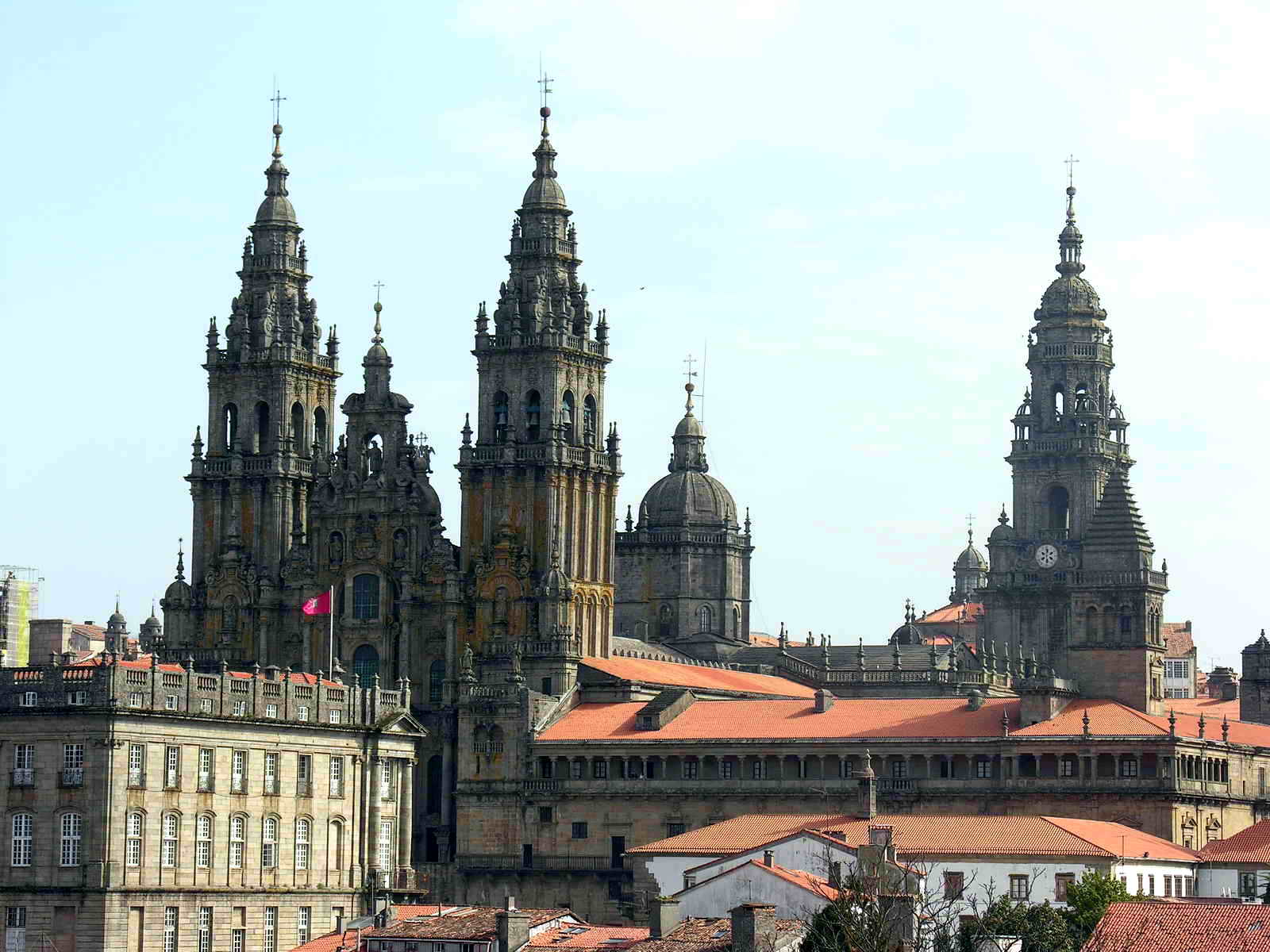
산티아고 성당
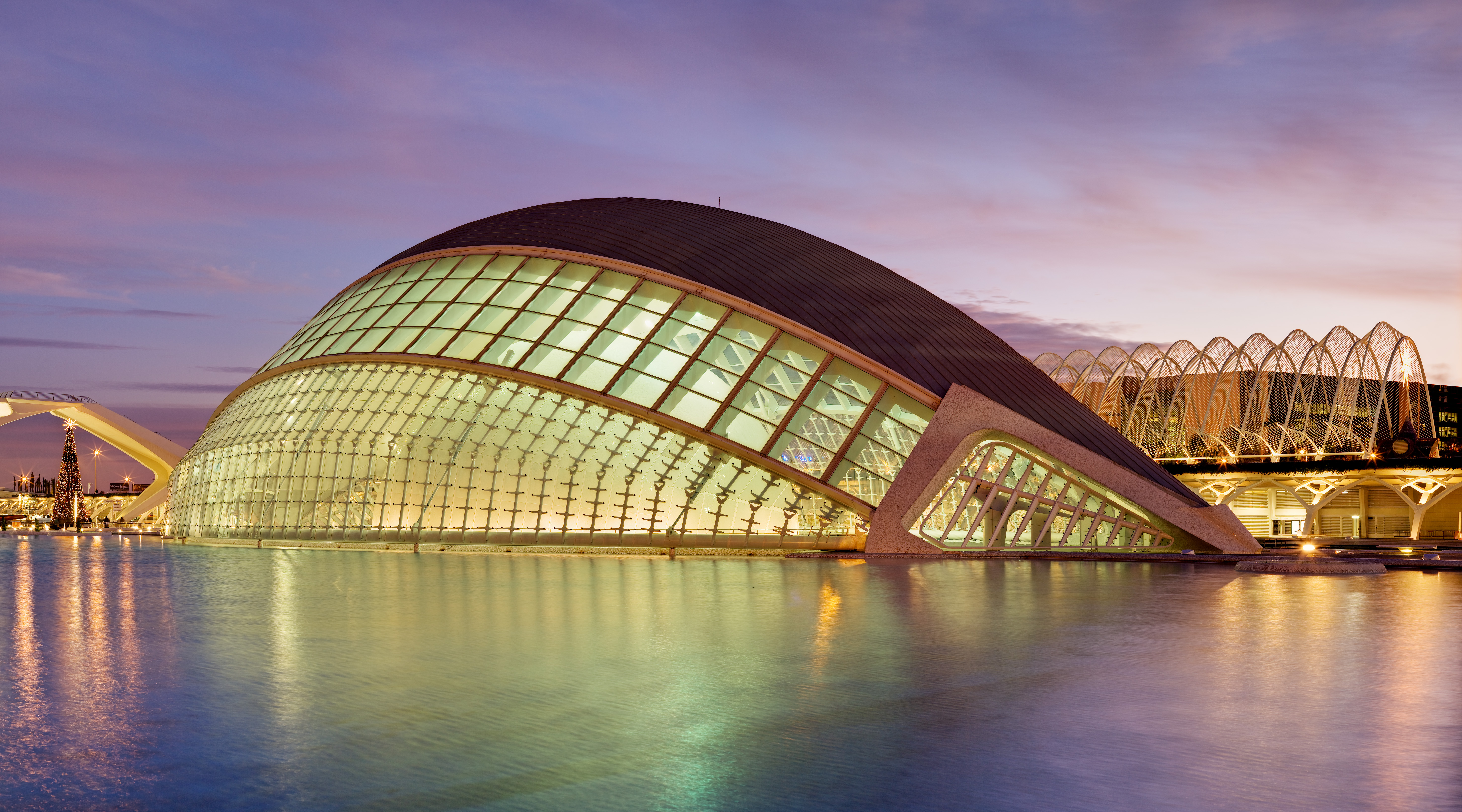
발렌시아의 박물관
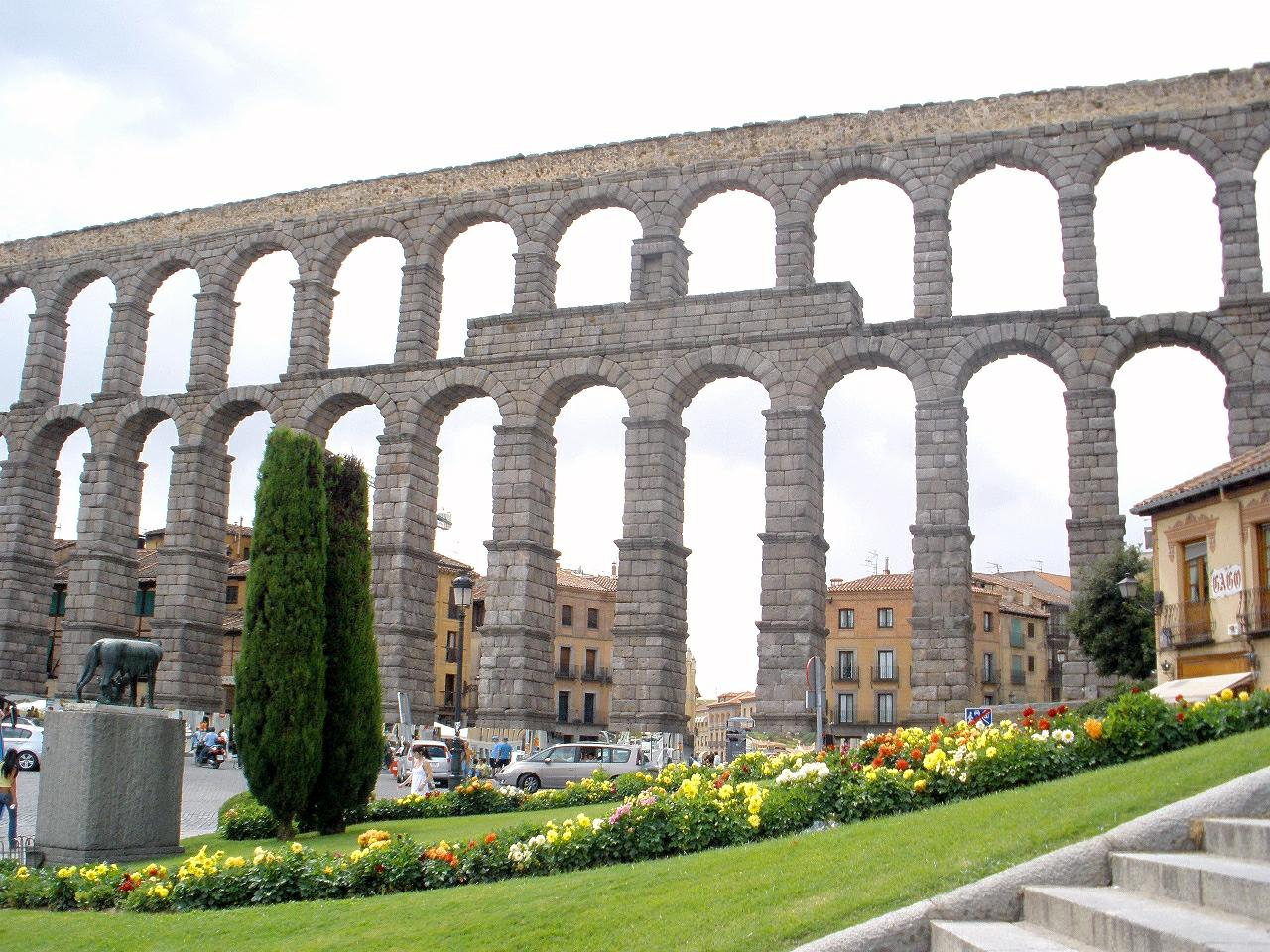
로마의 영향을 받은 세고비아의 수로교
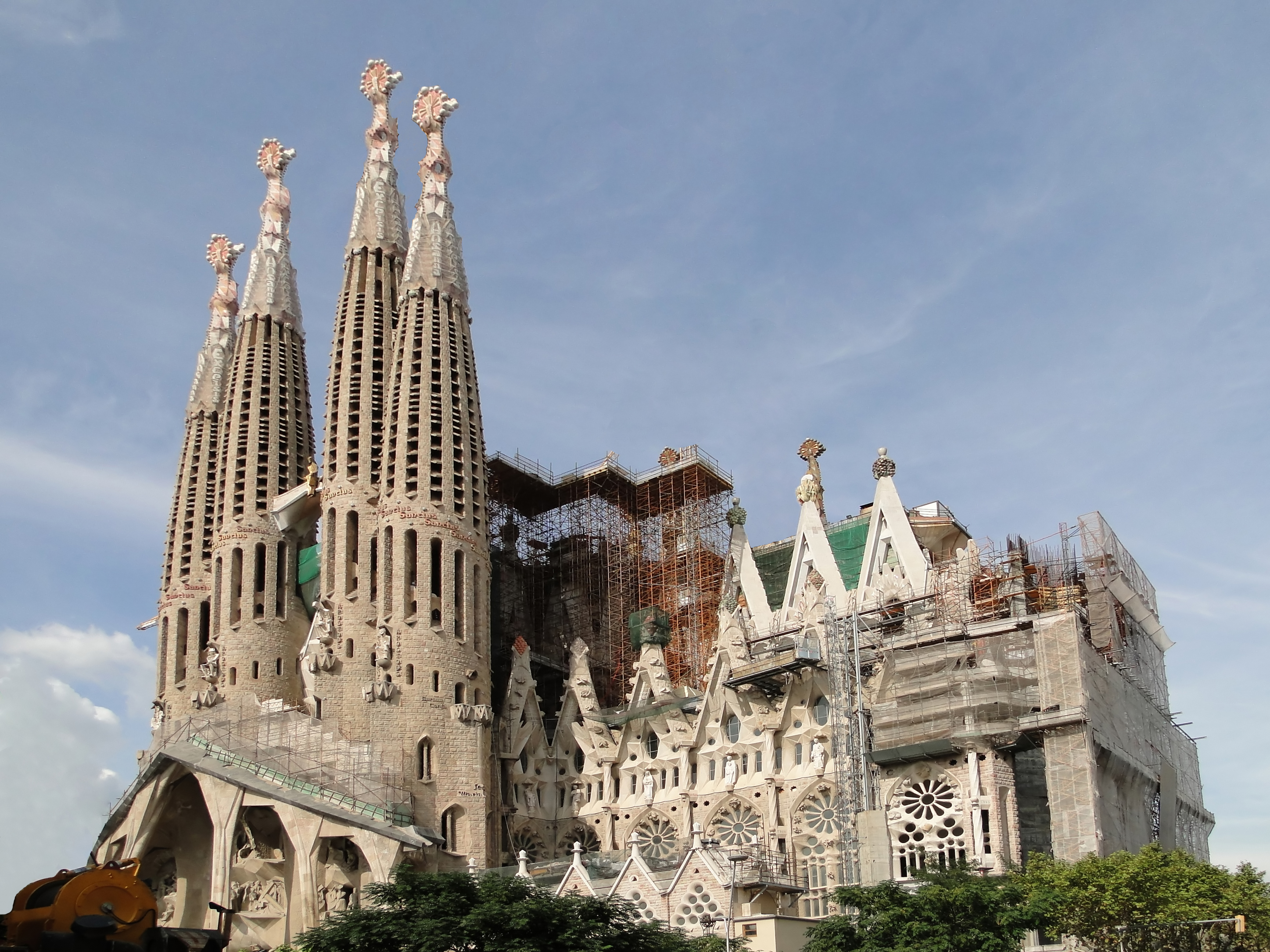
안토니오 가우디의 사그라다 파밀리아
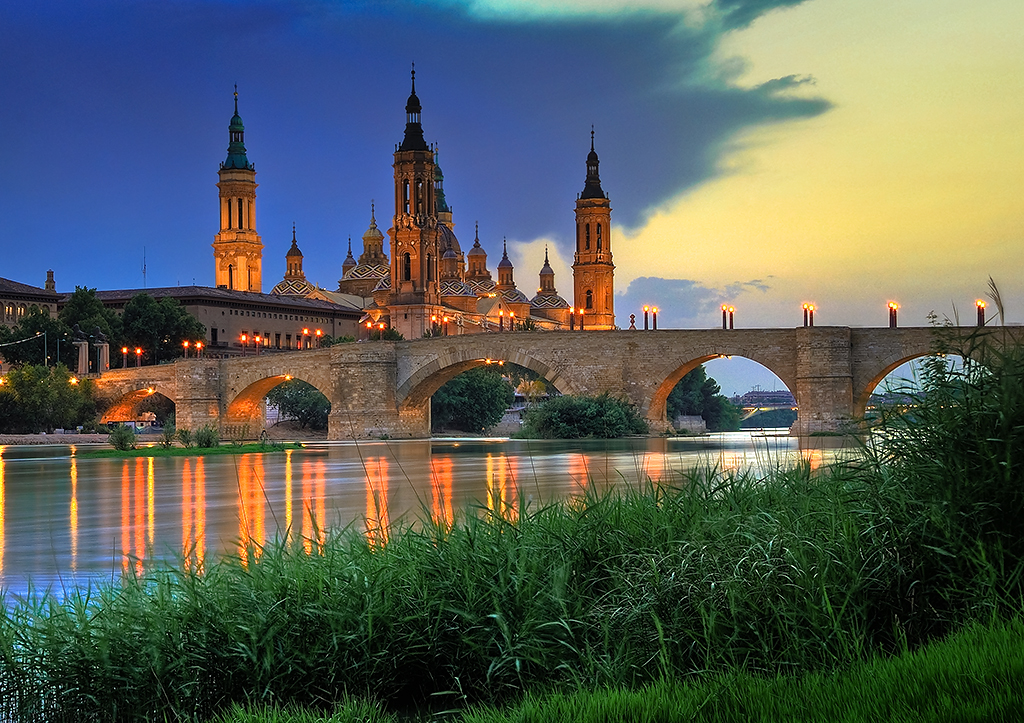
바로크 양식의 사라고사 대성당
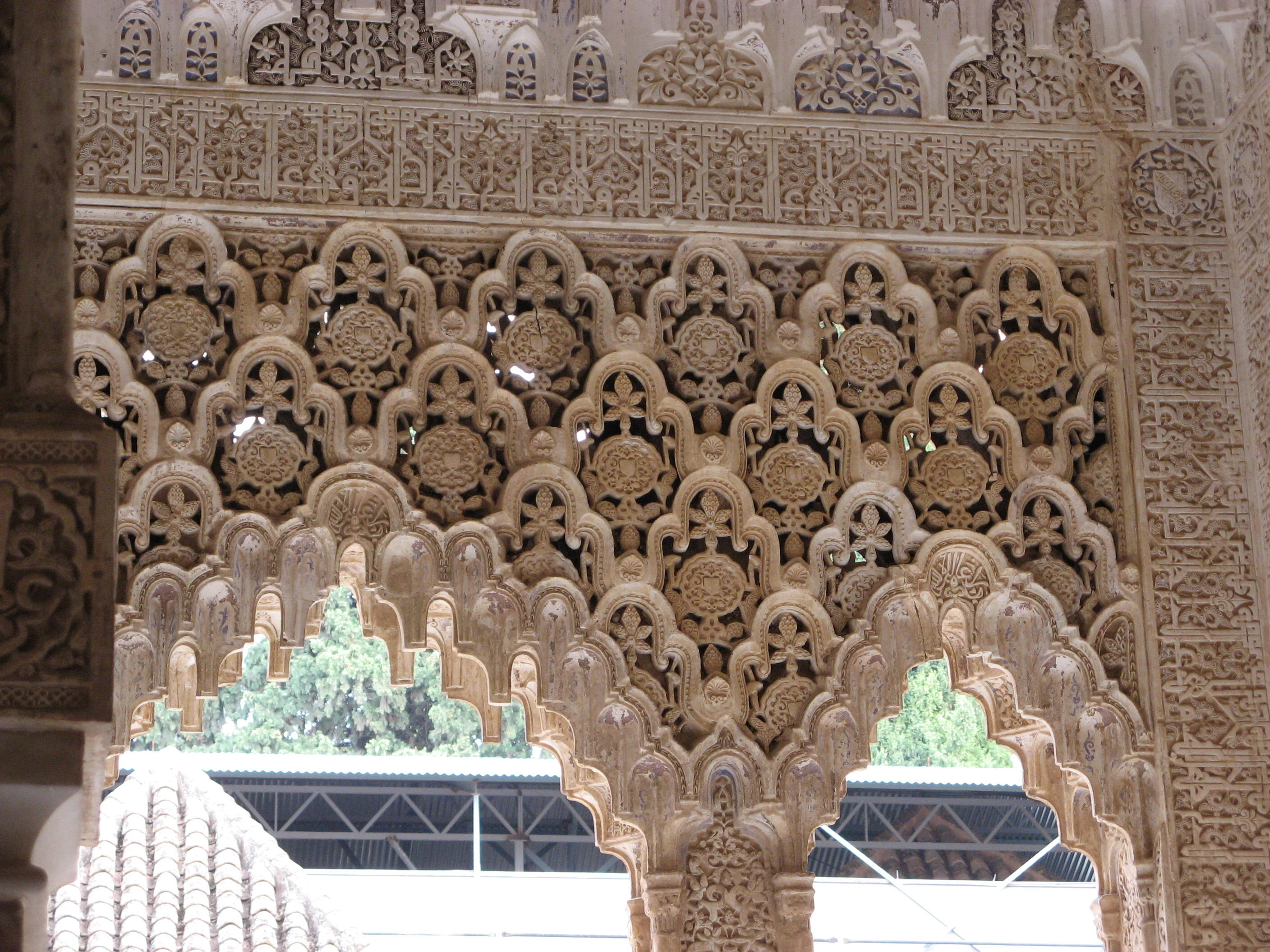
이슬람의 영향을 받은 그라나다의 알람브라 궁전
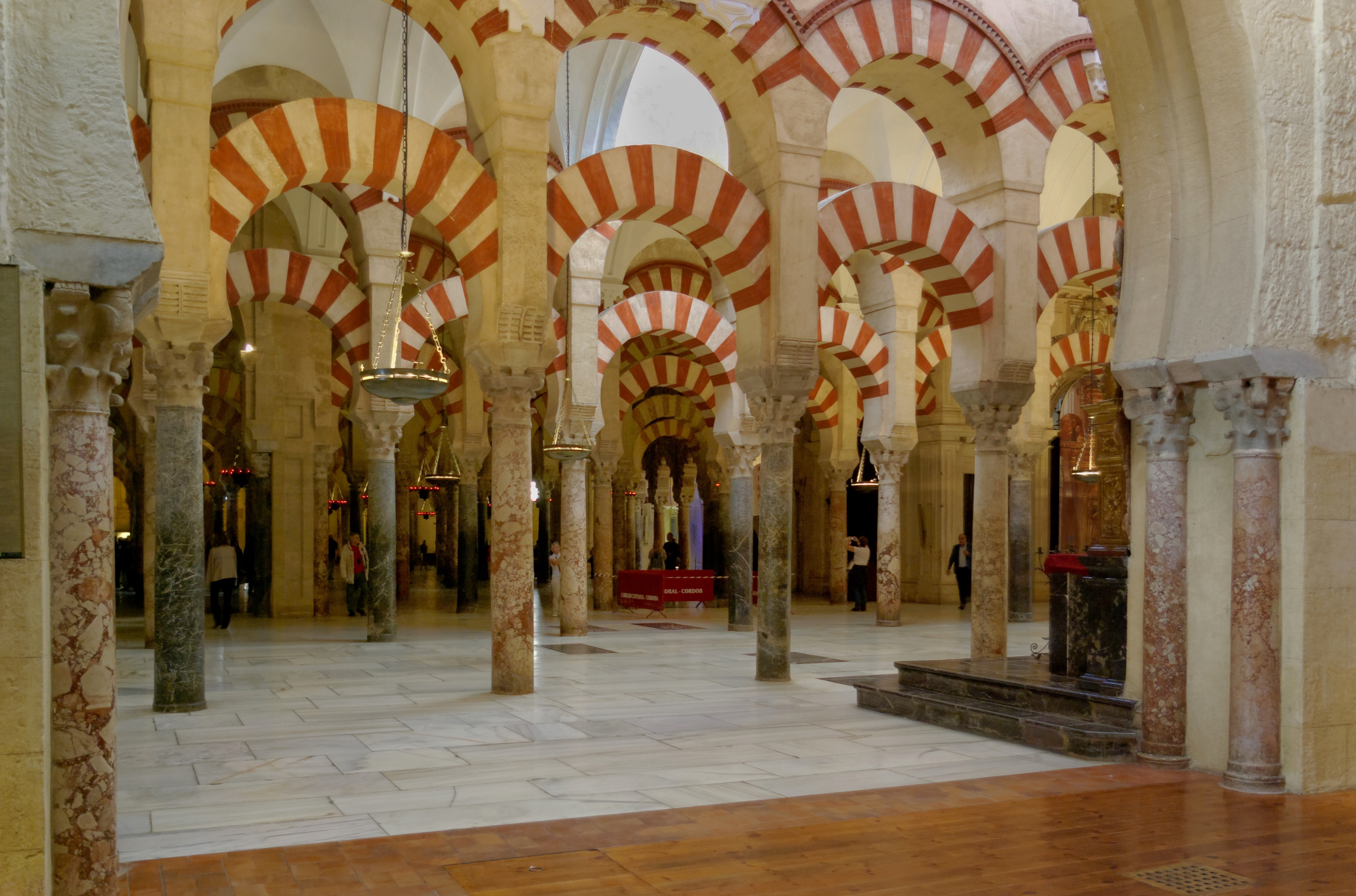
이슬람의 영향을 받은 코르도바의 모스크
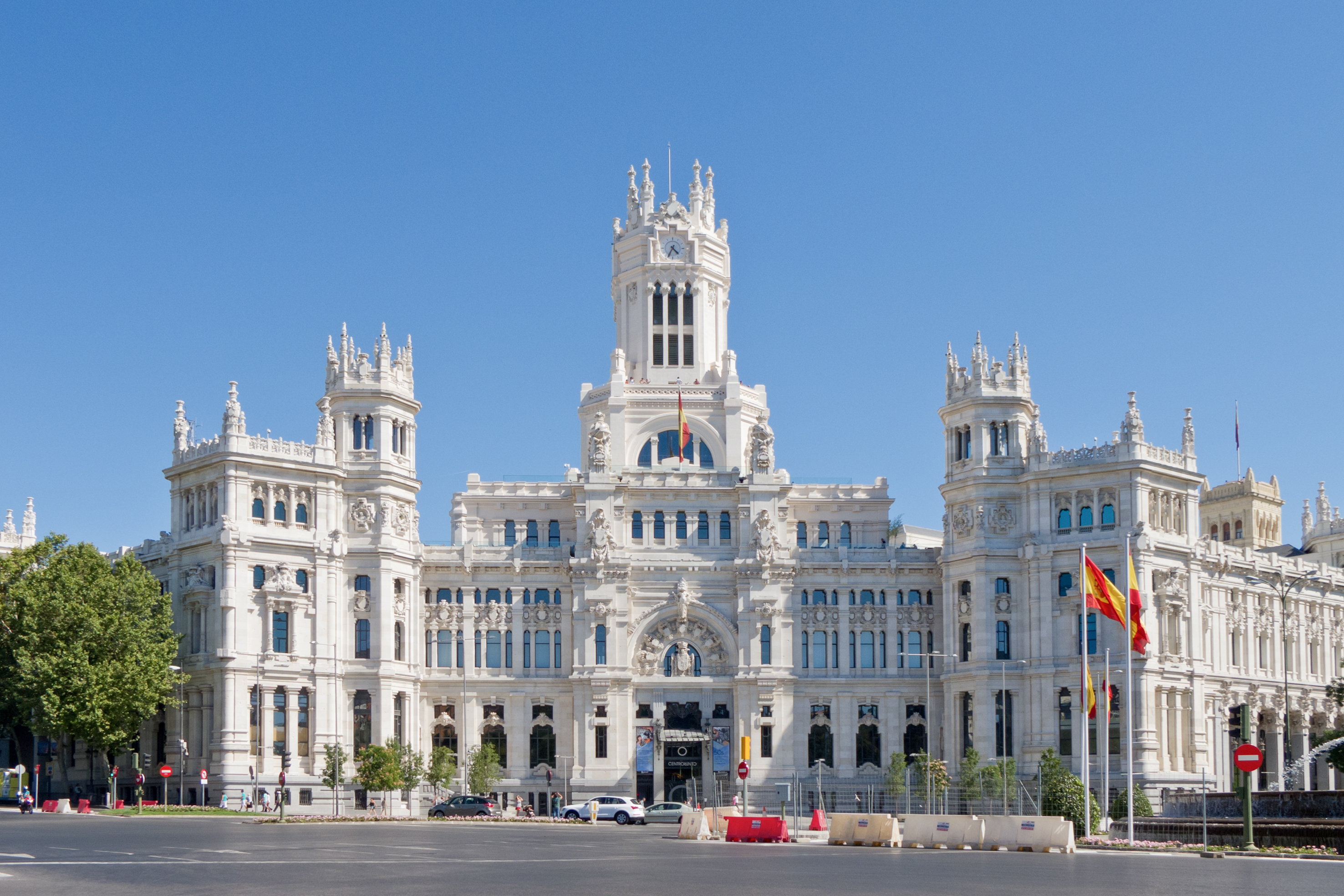
마드리드의 우체국청사
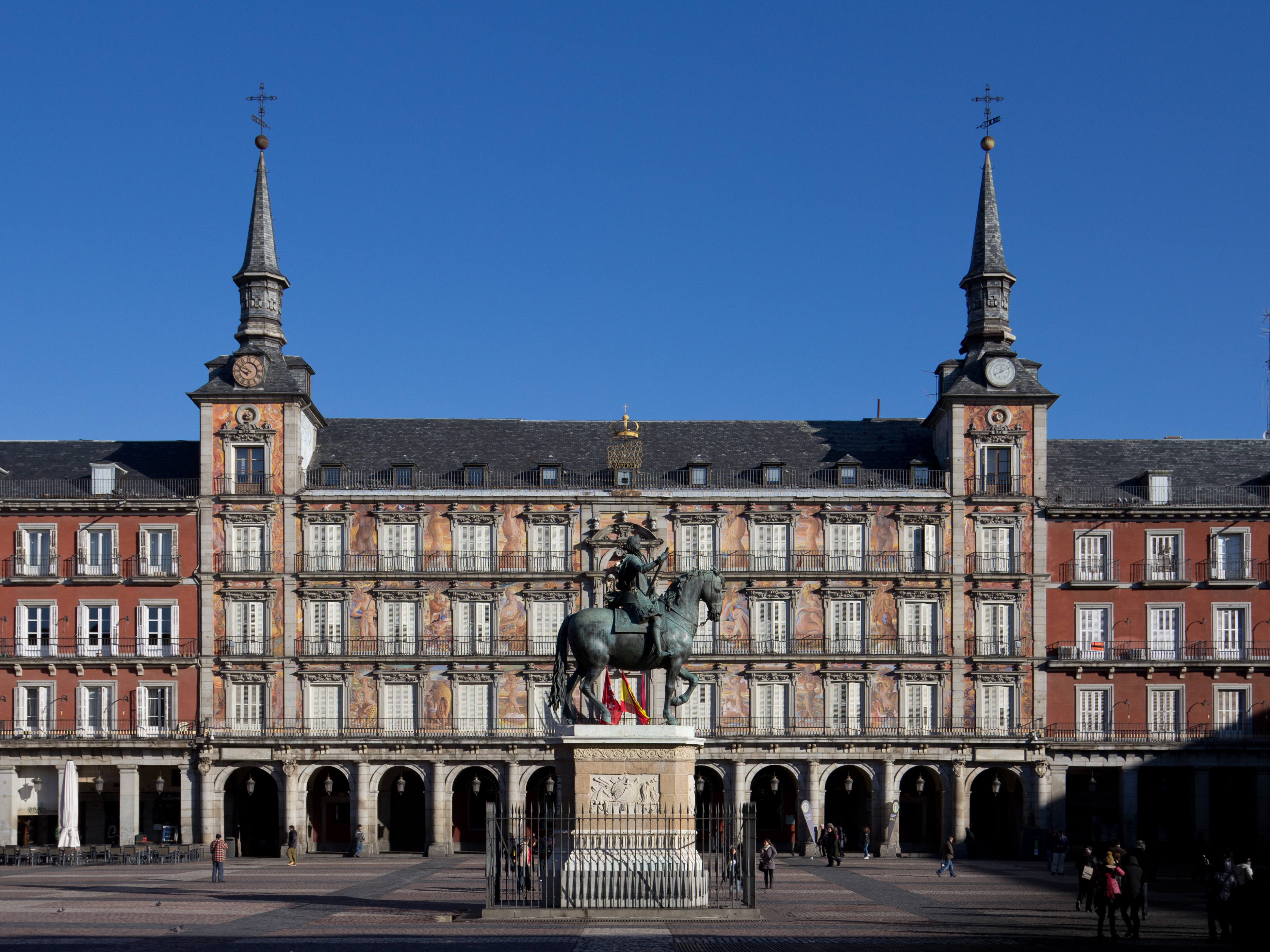
마드리드의 마요르 광장
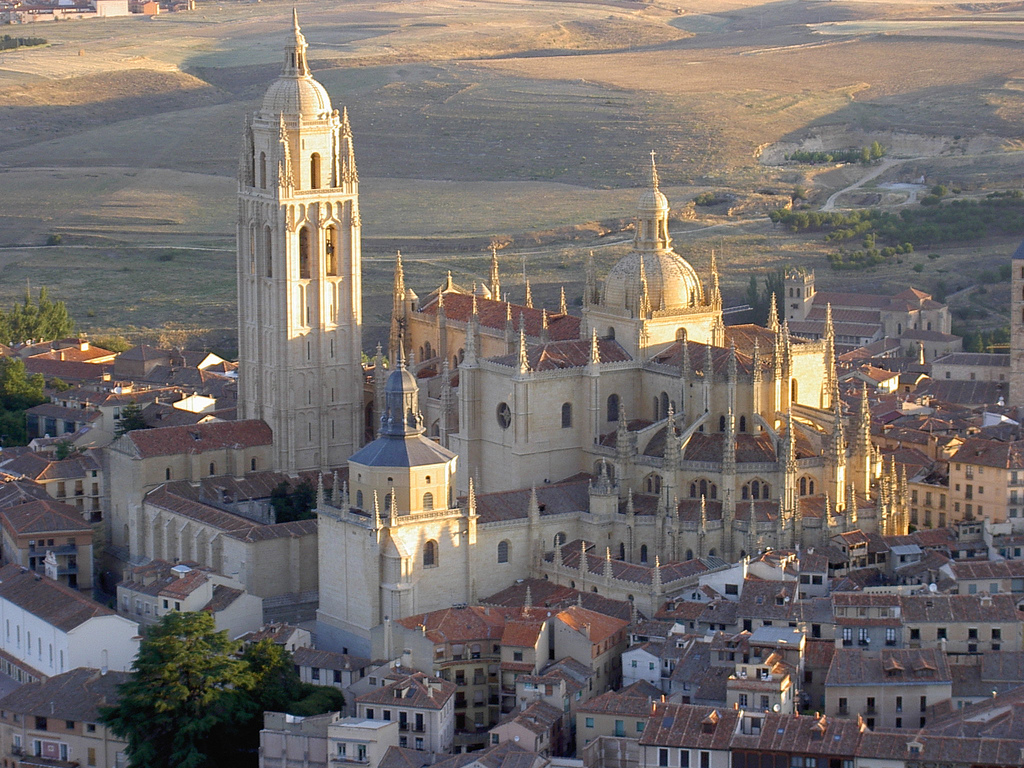
세고비아 대성당
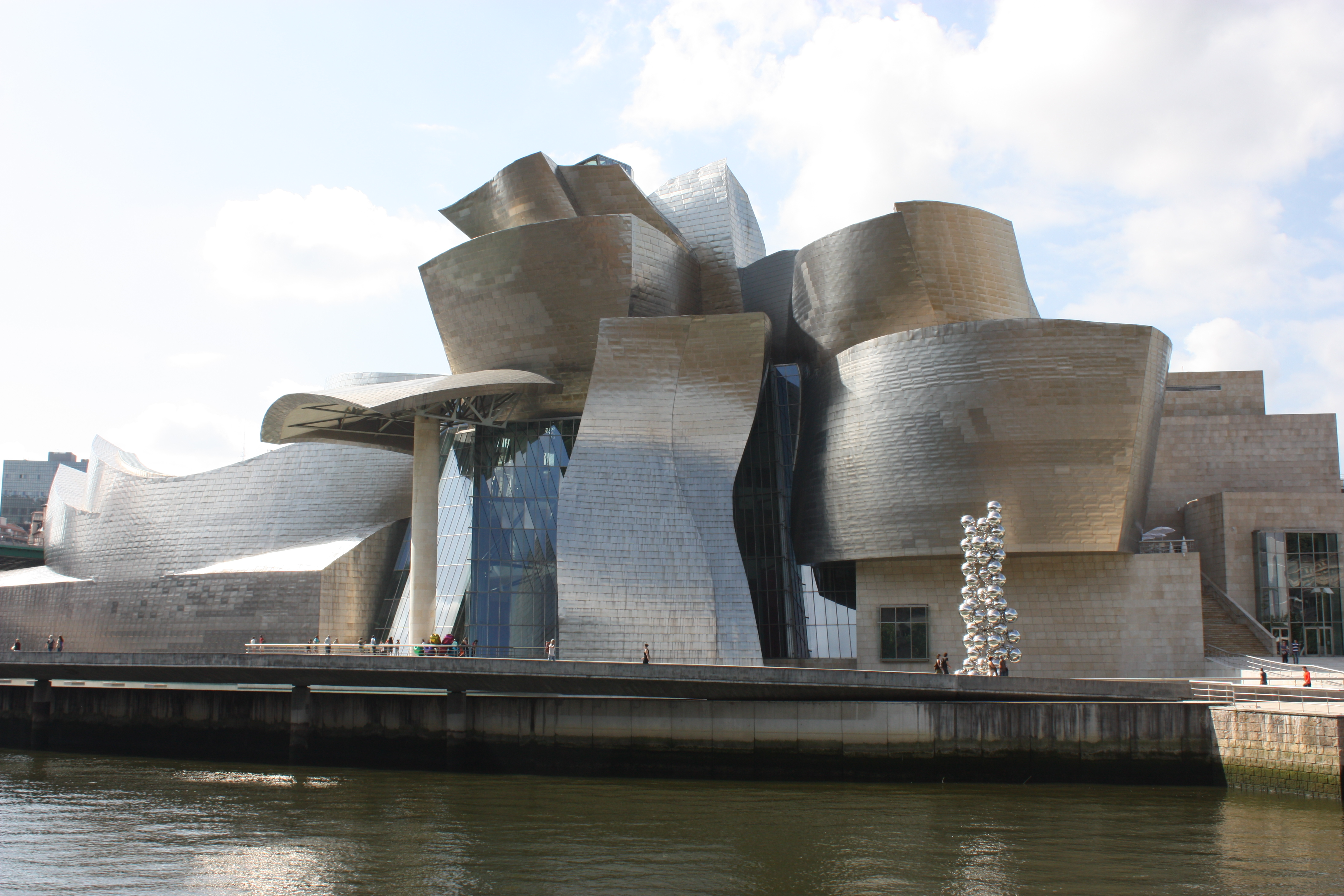
빌바오의 구겐하임 박물관

### 문학

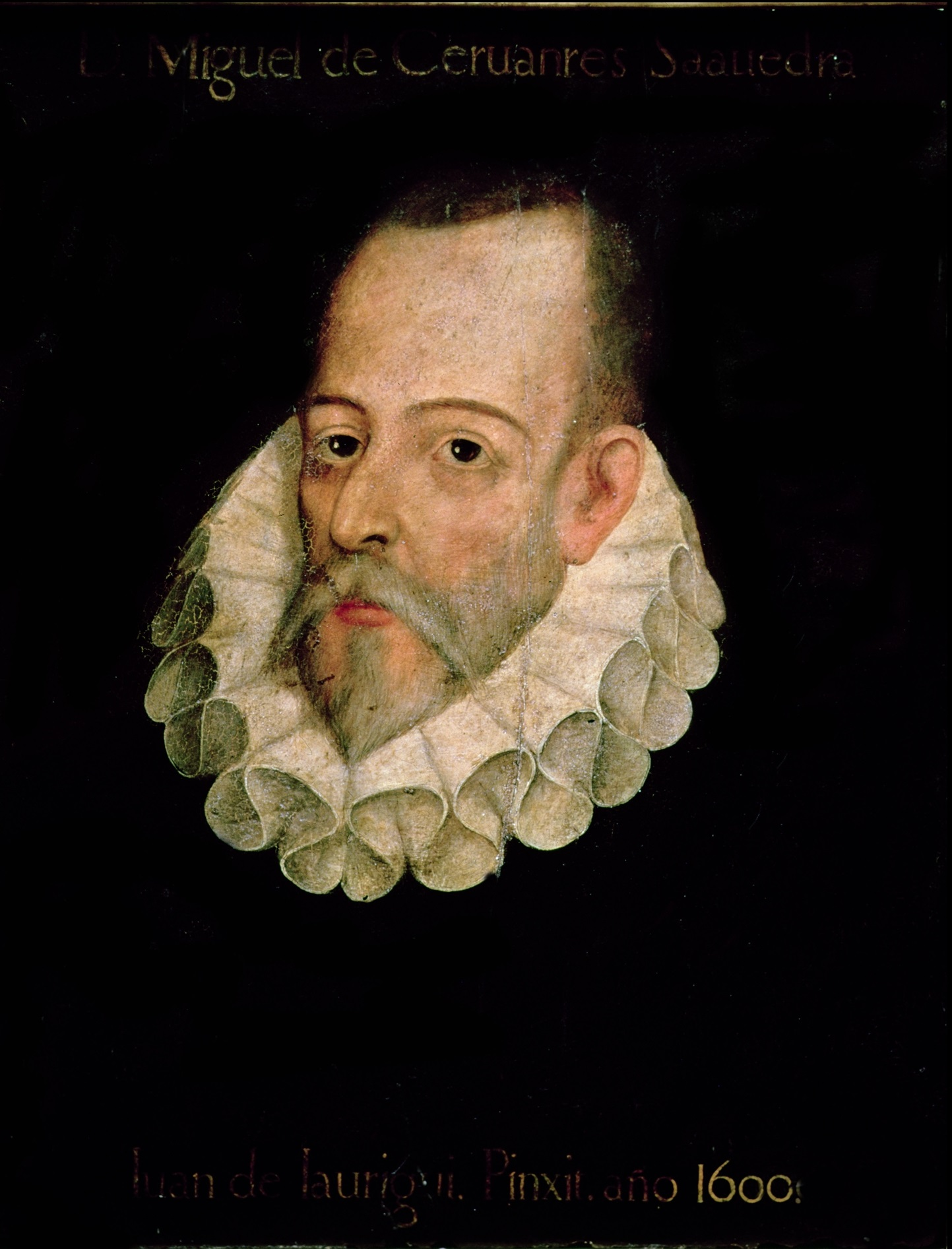
미겔 데 세르반테스

스페인 문학은 스페인 내에서 발표된 문학 작품을 총칭하며 뿐만 아니라 스페인계 작가가 발표하는 작품도 포함하곤 한다. 카스티야·갈리시아·카탈루냐 세 곳의 문학이 스페인 문학의 원류이다.

다양한 역사와 문화를 간직한 만큼 스페인 문학 작품은 세계적으로도 적잖은 영향을 미쳐왔다.
스페인 문학사의 최고(最古) 걸작은 12세기에 쓰인 〈시드의 노래〉(스페인어: Cantar de Mío Cid)이다. 가장 오래된 작품으로 알려져 있는 이 서사시는 국토 회복 운동 당시 국민 영웅으로 칭송 받았던 로드리고 디아스 비바르를 기린 작품이다. 13세기에는 여러 지방에서 서사시의 형태가 출현했다. 스페인 최초의 시인이었던 곤잘로 데 베르세오는 성직자로서 아랍어와 히브리어 작품을 카스티야어로 번역하는 한편 종교적인 시를 썼다.
10세기와 11세기 동안 무어인과 유대인이 남긴 문학 작품의 영향은 상당히 커서 스페인 문학사에 적잖은 영향을 끼쳤으나, 20세기의 스페인 문학 연구는 이들 작품에 대해서는 다루지 않았다.

### 미술

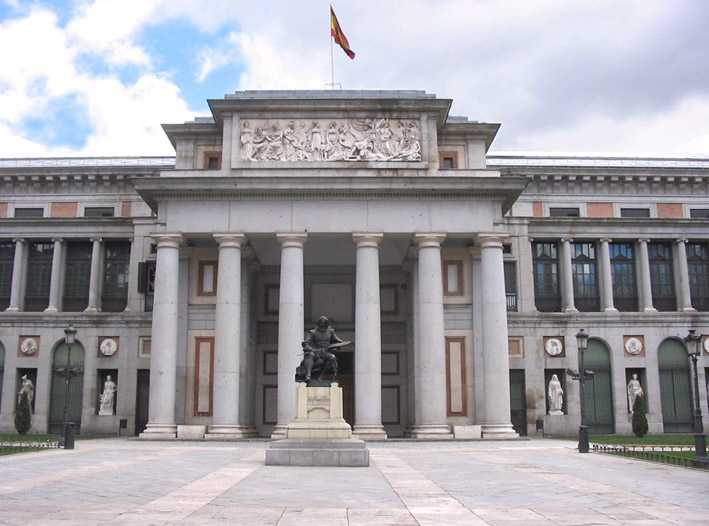
프라도 미술관

스페인의 미술은 유럽 전역에서 영향력이 가장 크다. 역사적·지리적 다양성에 기초한 스페인의 미술은 과거 무어인이 이뤄 놓은 수많은 예술 작품으로부터 많은 영향을 받기도 했다.
스페인의 미술사는 구석기 시대로까지 거슬러 올라간다. 알타미라 동굴에서 발견되는 벽화가 그 증거가 되기도 한다. 이슬람교와 가톨릭의 영향으로 예술적 감흥이 큰 영향을 받은 측면도 크지만, 스페인의 미술은 미술가만이 아니라 수많은 사람이 민속 미술과 공예의 맥을 이었다는 데 의의가 있다.
이탈리아와 독일, 프랑스의 영향을 바로크 시대와 신고전주의 시대에 많이 받았다. 16세기에는 이탈리아의 르네상스를 적극적으로 수용해 수많은 미술가가 이탈리아에 방문하여 새로운 미술 양식을 배워 오기도 했다. 가톨릭교회가 미술가의 후원자였기에 가능한 일이었으며, 이런 영향으로 17세기에는 스페인 미술과 문학 등이 전성기를 맞는다. 17세기부터 파블로 피카소를 비롯한 벨라스케스, 프란시스코 고야, 살바도르 달리 등 수많은 거장이 배출됐다. 피카소는 입체파의 주역으로 새로운 기법을 선보였으며, 달리는 초현실주의 작품으로 명성을 누렸다. 이들 작품의 상당수는 프라도 미술관과 소피아 박물관에 전시되고 있다.

### 스포츠

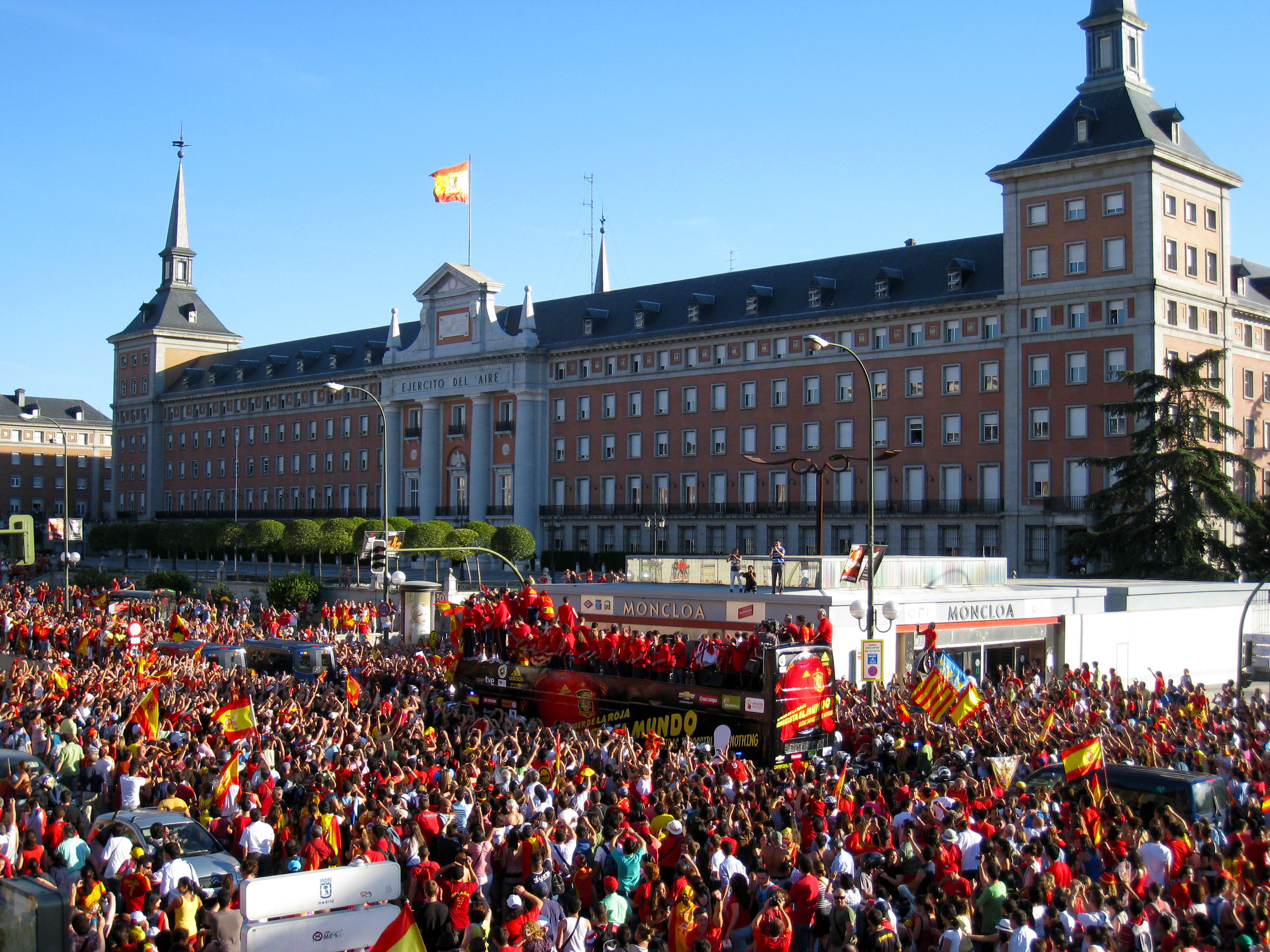
2010년 월드컵 응원

20세기 이후 스페인의 스포츠는 축구가 절대적인 우위를 점해 왔다. 하지만 농구나 테니스, 자전거, 자동차 경주 또한 많은 인기를 끌고 있다. 오늘날 스페인은 여러 국제 스포츠 행사의 메카로 각광을 받고 있는데, 그 계기는 지난 1992년 바르셀로나 올림픽이었으며, 그 뒤로 전국적인 스포츠 시설 구축이 본격적으로 이뤄졌다. 관광 산업의 발달과 함께 골프와 스키, 수상 스포츠에 대한 시설 또한 상당 부분 증설됐다. 그 때문에 사계절 내내 스포츠를 즐길 수 있는 곳으로 정평이 나 있기도 하다.
투우는 18세기 후반 론다라는 곳에서 시작되어 스페인 스포츠로서 국제적인 명성을 누리고 있으며, 논쟁의 대상이 되기도 한다. 모든 도시에는 투우장이 있으며 안달루시아에만 투우장이 70여 곳 있다. 투우사는 붉은색이나 금색, 검은색의 복장을 한다. 그러나 노란색 옷을 입는 것은 금기 사항이어서 관객조차 노란색 차림을 절대 하지 않는다. 오래전부터 재앙을 부른다는 믿음이 전해지고 있기 때문이다.
스페인 축구 국가대표팀은 지난 유로 2008에서 독일을 꺾고 우승했으며, 2010년 남아공 월드컵에서 네덜란드를 누르고 우승을 차지했다. 그리고 유로 2012에서 이탈리아를 꺾고 우승함으로써 유럽축구선수권대회 역사상 처음으로 2연패를 이룸과 동시에 유로2008, 남아공 월드컵 2010, 유로 2012와 같은 메이저 대회를 3회 연속으로 우승을 이룬 최초의 유럽 국가로 기록되었다.

### 요리

코치니요(새끼돼지구이)는 스페인의 대표적인 요리이다.

스페인 요리는 다른 유럽 국가처럼 지리적 특성의 영향을 많이 받아 지역적 차이가 두드러지기도 하다. 스페인 사람들은 주로 하몬이나 초리소(소시지의 일종), 코치니요(새끼돼지구이), 필레테(스테이크), 레차또(새끼양고기), 까요스(곱창 전골), 엠부티도(순대) 등의 육식을 하고 음식들이 대부분 기름져있다. 바다를 끼고 있기에 해산물 요리가 많이 발달했으며 지중해 연안을 통한 활발한 교역을 통해 더욱 독특한 요리가 생겨났다. 스페인은 이탈리아 및 프랑스와 함께 유명한 포도주 산지이며, 라틴 아메리카를 비롯한 여러 스페인어 언어권에 많은 영향을 끼쳤다. 가장 대표적인 음식을 꼽자면 파에야와 스페인식 햄의 일종인 하몬이 있다.
스페인인은 하루에 식사를 다섯 번 하는 것으로 잘 알려져 있다. 하지만 일반적으로 조식은 간편하게 먹고, 점심과 저녁사이 간편하게 바에 가서 음료와 같이 따라오는 타파스나 샌드위치 등의 메리엔다를 먹는 경우도 있다. 5번의 식사란 다음과 같다.
1. 데사유노 : 조식. 일어나자마자 빵과 커피 혹은 우유 등을 먹는다.
2. 메리엔다 메디아 마냐나 : 가벼운 아침 식사. 오전 11시 즈음 샌드위치 따위를 먹는다.
3. 알무에르소 : 점심. 오후 2시 즈음 정찬으로 먹는다.
4. 메리엔다 : 가벼운 저녁 식사. 대개는 오후 6시를 전후로 하여 간식을 먹는다.
5. 세나 : 저녁 식사. 오후 9시나 그 이후 시간에 수프나 샐러드 등을 먹는다.

### 영화
최근 들어 스페인 영화는 완성도 높은 작품성과 기법으로 세계적 주목을 끌고 있다. 스페인 영화를 세계무대로 이끈 선구자는 루이스 부뉴엘(Luis Buñuel) 감독이었다. 살바도르 달리와 절친한 관계였던 그는 친구의 영향을 받아 전위 예술적 기법을 접목한 영화 작품을 선보였으며 초현실주의 기법을 도입했다는 평가를 받는다. 그의 작품인 《욕망의 모호한 대상》(That Obscure Object of Desire)은 아카데미 외국어 영화상을 수상하기도 했다. 그 뒤로 1980년대에는 페드로 알모도바르 감독(Pedro Almodóvar)을 비롯해 여러 감독이 스페인 영화의 맥을 이어왔다.
또 다른 스페인 영화의 기류는 영어로 영화를 제작하는 것이다. 스페인 감독들이 할리우드 배우들과 호흡을 맞추는 경우도 흔한 편이이어서 크리스찬 베일 주연의 《머시니스트》, 니콜 키드먼이 주연한 공포 영화 《디 아더스》 등도 스페인 감독들이 제작한 영화이다.

### 국경일
스페인의 공휴일은 대다수가 가톨릭 기념일이며 국경일과 지방 자치 단체마다 지정하는 공휴일이 다르다. 국경일은 최대 14일로 제한되어 있으며 대개 최소 두 종류의 공휴일은 자치 지방이 지정한다.
| 날짜      | 한국어                              | 스페인어 명칭                                     |
| --------- | ----------------------------------- | ------------------------------------------------- |
| 1월 1일   | 새해 첫날                           | Año Nuevo                                         |
| 5월 1일   | 노동절                              | Día del Trabajador                                |
| 8월 15일  | 성모 승천                           | Asunción de María                                 |
| 10월 12일 | 히스패닉의 날, 스페인의 개국 기념일 | Día de la Hispanidad or Fiesta Nacional de España |
| 11월 1일  | 모든 성인의 날 대축일               | Día de todos los Santos                           |
| 12월 6일  | 제헌절                              | Día de la Constitución                            |
| 12월 8일  | 성모 무염시태 축일                  | Inmaculada Concepción                             |
| 12월 25일 | 크리스마스                          | La Navidad                                        |

## 교육
스페인의 교육은 6세부터 16세까지 의무 교육이며, 현재 교육 제도는 LOGSE(Ley de Ordenación General del Sistema Educativo, 교육 시스템에 관한 일반 법률)로 총칭된다.
사학(私學)의 경우 종교 재단이 운영하는 학교가 상당수이며, 공학이 아닌 경우도 많다. 학교 수업 시간은 시에스타의 영향이 있어 9시~12시 30분, 3시 30분~5시 정도이며, 폭염이 몰아치는 6월~9월 사이에는 수업 시간이 9시~1시까지로 단축되기도 한다.
일부 학교에서는 맞벌이 가정을 위해 아침 식사부터 제공하기도 하며 부모가 아이를 아침 7시부터 맡기도록 하여 체육 활동을 하기도 한다.

### 스페인 한림원
스페인 한림원(스페인어: Real Academia Española)은 스페인어의 교육을 담당하고 있는 교육 기관이다. 마드리드에 본부를 두고 있으며 스페인 각 지방뿐 아니라 21개국의 라틴 아메리카 국가와 교류를 증진하고 스페인어 교류를 꾀하는 역할을 수행하고 있다. 학술원의 공식 표어는 Limpia, fija y da esplendor, 즉 “정의롭고 기틀을 다지고 빛을 발한다.”이다.

## 국제 순위
| 평가 기관                                        | 항목                   | 순위          | 조사 시기 |
| ------------------------------------------------ | ---------------------- | ------------- | --------- |
| 국경 없는 기자회                                 | 세계 언론 자유 지수    | 33위(169개국) | 2007년    |
| 이코노미스트 연구소                              | 삶의 질 지수           | 10위(110개국) | 2005년    |
| 이코노미스트 연구소(Economist Intelligence Unit) | 정보화 지수            | 24위(64개국)  |           |
| 세계 지적 소유권 기구(WIPO)                      | 국제 특허 출원 건수    | 17위(138개국) | 2007년    |
| 네이션 마스터(Nation Master)                     | 과학 기술 지수         | 1위(68개국)   |           |
| 스위스 국제경영개발원(IMD)                       | 2010년 세계경쟁력 평가 | 36위          | 2010년    |
| 세계금위원회(WGC)                                | 금 보유량              | 1위(100개국)  | 2010년    |

## 역대 국왕

### 트라스타마라 왕가
- 이사벨 1세 (1492년~1504년)
- 후아나 1세 (1504년~1555년)

### 합스부르크 왕가
- 카를로스 1세 (1516년~1556년)
- 펠리페 2세 (1556년~1598년)
- 펠리페 3세 (1598년~1621년)
- 펠리페 4세 (1621~1665년)
- 카를로스 2세 (1665년~1700년)

### 부르봉 왕가
- 펠리페 5세 (1700년~1724년)
- 루이스 1세 (1724년)
- 펠리페 5세  (1724년~1746년) 복위
- 페르난도 6세 (1746년~1759년)
- 카를로스 3세 (1759년~1788년)
- 카를로스 4세 (1788년~1808년)
- 페르난도 7세 (1808년)

### 보나파르트 왕가
- 호세 1세 (1808년~1813년)

### 부르봉 왕가 1차 복위
- 페르난도 7세 (1813~1833년) 복위
- 이사벨 2세 (1833년~1868년)

### 사보아 왕가
- 아마데오 1세 (1870년~1873년)

### 부르봉 왕가 2차 복위
- 알폰소 12세 (1875년~1885년)
- 알폰소 13세 (1886년~1931년)

### 부르봉 왕가 3차 복위
- 후안 카를로스 1세 (1975년~2014년)
- 펠리페 6세 (2014년~현재)